# Фэрбэнк, Джон Кинг
Джон Кинг Фэ́рбэнк (также Фэйрбэнк, Фэрбенк, англ. John King Fairbank, кит. трад. 費正清, упр. 费正清, пиньинь Fèi Zhèngqīng, палл. Фэй Чжэнцин; 24 мая 1907, Хьюрон, Южная Дакота — 14 сентября 1991, Кембридж, Массачусетс) — один из крупнейших американских синологов XX века, переводчик, историк.
Происходил из семейства, восходящего к первым колонистам Массачусетса. Получил престижное образование: вначале обучался в Университете Висконсин-Мэдисон, затем — в Гарвардском университете и Бэллиол-колледже (Оксфордский университет). В 1932 году отправился в Китай, где изучал историю империи Цин в университете Цинхуа. После защиты докторской диссертации в Оксфорде Фэрбэнк стал профессором Гарвардского университета, в стенах которого впоследствии воспитал целое поколение американских китаеведов, сформировав так называемую «гарвардскую школу». В 1941—1946 годах служил в УСС и был командирован в Китай. В 1955 году возглавил в Гарварде Центр восточноазиатских исследований, с 1977 года носящий его имя. Также занимал должности главы Американской ассоциации азиатских исследований (1959) и Американской ассоциации историков (1968). С 1966 года один из главных инициаторов проекта «Кембриджской истории Китая», под его редакцией вышли тома с десятого по пятнадцатый.
Эпоха «холодной войны», в годы которой проходило формирование Фэрбэнка как учёного, наложила неизгладимый отпечаток на характер всей его научной деятельности: историк всячески отрицал симпатии к коммунистам и марксизму, выступал против теоретизирования в истории, но при этом рассматривал историю Китая и его неудавшуюся модернизацию с прозападных позиций, с точки зрения теории модернизации. Фэрбэнк полагал, что традиционная китайская цивилизация была невосприимчива к современным преобразованиям, при этом причину этой невосприимчивости видел не в империализме западных стран, которые подавляли развитие Китая, а в эндогенных культурных особенностях данной страны. По мнению учёного, китайцы считали, что идеальные порядки уже существовали в далёкой древности, поэтому не стремились к нововведениям. Экспансия западных стран, которая несла Китаю прогресс и модернизацию, не получила должного «творческого ответа», причиной чему и был китайский традиционализм. Данные идеи вызывали резкую критику левонастроенных исследователей, как в Советском Союзе, так и в США. При этом даже такие взгляды и риторика выступлений не уберегли Фэрбэнка от критики с противоположной стороны: в годы маккартизма он привлекался к даче показаний как лицо, симпатизирующее коммунистам. После начала модернизации Китая учёный стал более открыто поддерживать коммунистов и заявлял, что «коммунизм недопустим в США, но несёт пользу Китаю».
Джон Кинг Фэрбэнк умер 14 сентября 1991 года в возрасте 84 лет. После его смерти научный вклад получил высокую оценку не только в работах нового поколения китайских и американских историков, но и со стороны бывших оппонентов в России.

## Биография

### Становление (1907—1929)
Джон Кинг Фэрбэнк появился на свет 24 мая 1907 года в Хьюроне, штат Южная Дакота, и стал единственным ребёнком в семье Артура Бойса Фэрбэнка (1873—1936) и Лорин Вернон Кинг. По линии отца его генеалогия может быть прослежена до 1636 года, когда уроженец Портсмута пуританин Джонатан Фэрбэнк эмигрировал в Колонию Массачусетского залива. Далее в роду были преимущественно священники. Артур Фэрбэнк вырос в семье конгрегационалистского священника в Джексонвилле, но предпочёл получить юридическое образование и, по словам сына, «незаметно освободился от организованной религии». С 1901 года он служил окружным прокурором в Южной Дакоте. Жена Артура — Лорин, урождённая Кинг, — происходила из айовского квакерского семейства и получила степень по английской литературе в Чикагском университете. Несмотря на заболевание полиомиелитом в раннем детстве, Лорин Фэрбэнк прожила 105 лет (1874—1979) и оказала огромное влияние на своего сына. Семья часто переезжала, поскольку Лорин как сторонница суфражизма вела активный образ жизни. Она создала самодеятельный театр в Су-Фолсе, куда из Хьюрона перебралась семья, а зимой 1911—1912 года даже ездила с пятилетним Джоном в Париж. Детство учёного прошло в роскошном семейном особняке, здесь отец приобщал Джона к рыбалке и охоте, а мать познакомила с интеллектуальным обществом.
Для завершения среднего образования 16-летнего Джона было решено отправить на третий курс Академии Филлипса в Эксетере; в своих мемуарах он писал, что главной ценностью этой школы стало то, что она «научила его учиться». Принудительное изучение латыни дисциплинировало мышление и развивало память. Насыщенная интеллектуальная среда и конкуренция между учениками, собранными со всей Америки, сильно стимулировали Джона. Здесь же парень возглавил школьный дискуссионный клуб и получил две награды за сочинения. Школьная администрация приглашала знаменитостей, чтобы учащиеся получали наглядный пример: юный Джон слушал чтение стихов Роберта Фроста и рассказ о покорении Южного полюса норвежца Амундсена. Выпускная работа об англо-американских отношениях принесла Фэрбэнку награду Брайса-Брукса, а статья о его успехах с фотографией даже появилась в газете «New York Times». Присуждённая стипендия позволила Джону летом 1925 года совершить вместе с матерью путешествие в Англию, Шотландию и Францию. По совету отца Джон поступил в Университет Висконсин-Мэдисон, где получал высшие оценки и стал одним из претендентов на должность главы студенческого союза. Его также приняли в братство Бета Тета Пи, что стимулировало интерес к социальной стороне жизни, а не науке. Однако Фэрбэнк стремился к академической, а не политической карьере, и принял решение перевестись в Гарвардский университет.
В 1927 году Фэрбэнк перебрался в Кембридж, штат Массачусетс. Перевод прошёл легко, поскольку на многих руководящих должностях в университете были выпускники Эксетерской академии, которые хорошо знали Джона. В общежитии соседом по комнате был также выпускник Эксетера Эдмунд Беркли, который специализировался на символической логике. Джон избрал курсы по греческому языку, истории, философии и политологии (за которые получил высшие оценки), а далее присоединил к ним искусствоведение и экономику. В 1928 году Джона избрали в студенческий совет и дискуссионный клуб. Его всё более интересовала современная история. В 1929 году Фэрбэнк защитил выпускную работу на тему «Некоторые аспекты и предпосылки Мартовской революции 1917 года в России», в которой рассмотрел разные причины успеха Керенского. По результатам он получил степень summa cum laude. Дальнейшую судьбу перспективного молодого учёного определило знакомство с дипломатом Чарльзом Уэбстером, который был приглашён в Гарвард после путешествия по Дальнему Востоку, где общался с Чан Кайши и Цзян Тинфу. Уэбстер на обеде в свою честь, данном в Signet Society, прочитал речь о новейших китайских публикациях архивных документов, в том числе 130-томном издании материалов «Управления по делам варваров» за 1836—1874 годы, которые «могли бы пролить много света на истоки современных проблем Восточной Азии». После общения с ним Фэрбэнку предложили заняться изучением современной истории Китая как на основе западных, так и китайских источников. Это совпало с тем, что он выиграл стипендию Родса (одним из 32 американцев) на обучение в Оксфордском университете.
На день святого Валентина 1929 года Фэрбэнк во время «свидания вслепую» встретил свою будущую жену — Вильму Кеннон, — дочь психофизиолога Уолтера Кеннона. Знакомство продолжилось в Париже, где они оказались во время рождественских каникул 1929 года.
Стипендия Родса позволила Фэрбэнку избавиться от финансовой зависимости от отца. Осенью 1929 года он переехал в Великобританию и поступил в магистратуру Бэллиол-колледжа, что не требовало ни вступительных экзаменов, ни иной квалификации. В воспоминаниях Фэрбэнк отмечал, что ничего не знал о Китае, и должен был решать проблему с изучением китайского языка и истории этой страны:

Изучение Китая требовало изобретательности, воображения, исследовательских навыков, новаторства и, прежде всего, инициативы. Как только начал, я был очарован…

### Оксфорд — Пекин — Оксфорд (1929—1936)

#### Начало занятий китаеведением
В воспоминаниях Фэрбэнк утверждал, что Оксфорд не был лучшим местом для занятий китаеведением, поскольку в университете не существовало курсов по китайскому языку или истории, Бодлеанская библиотека являлась «туристическим объектом», а межбиблиотечный абонемент отсутствовал. Гораздо большее значение имела интеллектуальная космополитическая среда, существовавшая в городе. Научным руководителем американца стал отставной миссионер Уильям Сутхилл, который занимался тогда англо-китайским словарём буддийской терминологии. Именно он свёл Джона Фэрбэнка с Осией Морсом — специалистом по китайско-иностранным отношениям, который несколько десятилетий прослужил в Шанхайском управлении морской таможни. Трёхтомник Морса, посвящённый иностранным отношениям Китайской империи, Фэрбэнк читал по пути в Англию. Американский магистрант был тепло принят в доме Морса («не то моего духовного отца, не то деда») Арден (близ Камберли), где Джону подсказали тему будущей выпускной работы — история Шанхайского управления морской таможни. Морс сыграл решающую роль в превращении Фэрбэнка в китаеведа: давал множество советов, консультировал с источниками, предоставил рекомендации, открывшие Джону путь в частные архивы и собрания и даже в Парламентский архив. За год в Оксфорде Фэрбэнк написал работу на соискание степени магистра «Истоки Китайской Императорской морской таможенной службы, 1850—1854», основанной на дневнике сэра Роберта Харта. В 1930 году Джон побывал в Испании, где вновь встретил Вильму Кеннон, общение продолжилось в Оксфорде, куда она приезжала погостить. Также он совершил поездку в Вену, где учился его друг из Висконсина («я испортил ему каникулы, поскольку писал магистерскую диссертацию»). Весной 1931 года Фэрбэнк совершил с матерью поездку в Италию и готовился к написанию докторской работы. К тому времени он посетил архив Госдепартамента США и Национальный архив Франции и окончательно пришёл к выводу, что полноценной диссертации без китайской источниковой базы создать нельзя. Фэрбэнк практически не занимался китайским языком, лишь самостоятельно заучив некоторое количество иероглифов и 214 ключей, чего было достаточно для письменного экзамена. Сутхиллу было некогда заниматься элементарным обучением американца, и тогда Джон предложил попечительскому совету стипендии Родса оплатить год обучения в Китае, а не в Англии. Прошение было удовлетворено. Летом 1931 года Фэрбэнк вернулся на родину, встречался с Вильмой в Гарварде и возил её к родственникам в Су-Фолс. На Рождество Джон сел в Генуе на немецкий пароход «Адлер» и отправился в шестинедельное плавание до Шанхая.

#### Первое пребывание в Китае. Женитьба

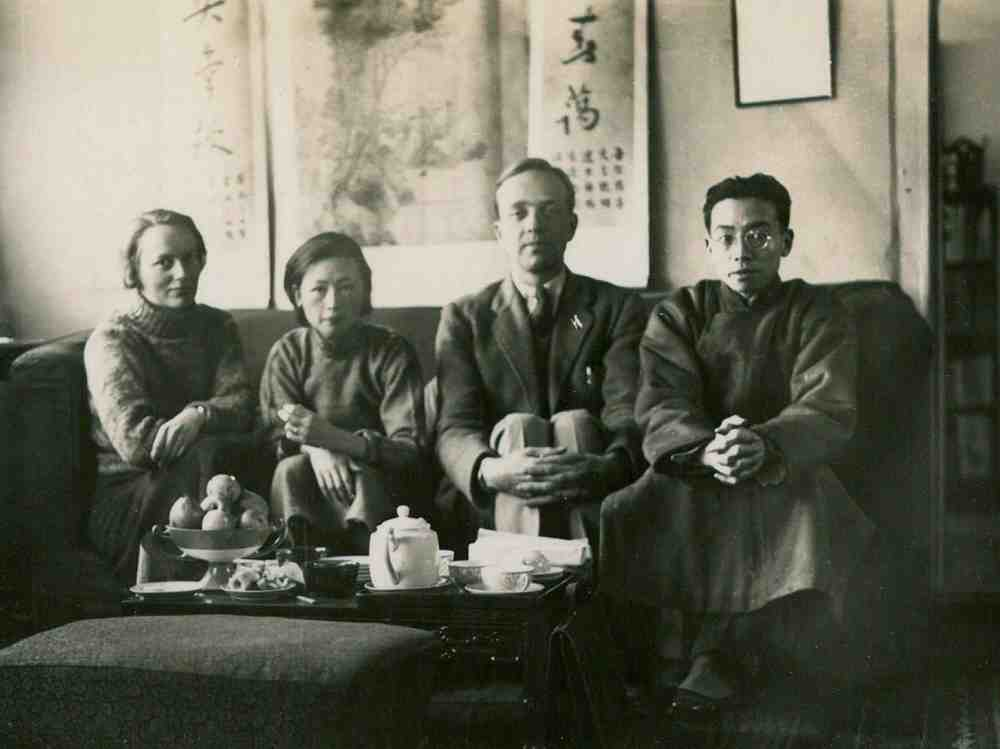
Джон и Вильма Фэрбэнк со своими ближайшими друзьями — супругами Лян Сычэном и Линь Хуэйинь

Джон Фэрбэнк прибыл в Китай в разгар Первого Шанхайского сражения, но не пострадал, поскольку воюющие стороны не трогали международного сеттльмента. Далее каботажным судном молодой учёный отправился в Тяньцзинь и поездом добрался до Бэйпина; целью назначения был Колледж китайского языка, который незадолго до того получил право присуждения магистерских степеней. Здесь Фэрбэнк углублённо занялся китайским языком, в том числе в его разговорной форме — гоюем. По рекомендации Уэбстера Фэрбэнк обратился к известному китайскому учёному Цзян Тинфу и заинтересовал его. Для американца оказались открытыми все двери: у профессора Цзяна он еженедельно обедал, познакомился с Ху Ши («этим современным Вольтером»), получил приглашение публиковать главы своей диссертации в китайских журналах и, наконец, право обучаться в Университете Цинхуа в учебном 1932—1933 году. На третий месяц проживания в старой столице Фэрбэнк снял китайский дом № 21 в Сицзунбу-хутуне (кит. 西总布胡同), близ восточной крепостной стены. Было решено, что Вильма Кеннон приедет в Пекин и что они с Джоном поженятся в Китае летом 1932 года, как раз к сроку окончания действия стипендии Родса. Венчал их миссионер, преподобный Джон Хейс, который был одним из учителей китайского языка для Фэрбэнка; церемония прошла во дворе их дома. Для молодожёнов режим проживания в Пекине был удобен: Джон занимался наукой, Вильма писала акварели в стиле Диего Риверы. Осенью супруги совершили шестинедельное путешествие по библиотекам и архивам в Шанхай, Нанкин, Сучжоу и Ханчжоу. Далее они посетили Кайфэн и Лоян и добрались до пещер Лунмэня. Фэрбэнк вспоминал, что с американскими паспортами они были вхожи всюду, представляя собой «неприкасаемых высшего уровня».
Поскольку Фэрбэнк считал свою подготовку незаконченной, а стипендия перестала выплачиваться, благодаря Цзян Тинфу на 1933—1934 учебный год Джон был принят лектором в Университет Цинхуа, где читал курсы по экономической истории и истории Ренессанса, он также преподавал в коммерческом училище. Свободного времени стало значительно меньше, однако впервые Фэрбэнк постоянно контактировал с образованными китайцами. Ближайшими друзьями Джона и Вильмы стали супруги-архитекторы — Лян Сычэн (сын философа Лян Цичао, «китайского Дьюи») и его жена Линь Хуэйинь, которая была также известной поэтессой и писательницей. С Вильмой Хуэйинь встречалась едва ли не ежедневно, могла общаться по-английски, сравнивать разные образы жизни и делиться переживаниями. Они также любили ездить верхом — Вильме подарили вороного коня. Именно Лян Сычэн присвоил Фэрбэнкам китайские имена — Фэй Чжэнцин и Фэй Вэймэй. У Лянов Фэрбэнки познакомились с философом Цзинь Юэлинем и другими ведущими интеллектуалами Китая и даже вступили в Китайскую лигу гражданских прав, основанную Ху Ши. Тогда же произошло знакомство с Агнес Смедли, которую Фэрбэнки считали экстремисткой и так и не нашли с американкой общего языка. В 1934 году Фэрбэнк выиграл стипендию Рокфеллера, которая позволила вернуться к научной работе и совершить путешествие в Жэхэ, в ходе которой он познакомился с жизнью крестьян Северного Китая. Узнав о смерти О. Морса в феврале 1934 года, Джон опубликовал обширный некролог в газете «North China Herald», вслед за чем вдова Морса подала иск на учёного, обвинив его в неправомерном использовании и присвоении доверенных ему личных документов мужа. Осенью 1934 году Фэрбэнк отправился в архивы и Центральный политический институт Гоминьдана в Нанкине, который разрабатывал идеологию «Новой жизни». Чуть позже Джон и Вильма работали с архивами иностранных консульств во всех договорных портах от Нинбо до Гуанчжоу, в феврале 1935 года они вернулись в Пекин.

#### Диссертация
Ещё в 1934 году Фэрбэнк начал поиски постоянной работы в США, рассчитывая на должность в каком-либо университете. Тесть писал ему о тяжёлом положении ВУЗов Среднего Запада из-за последствий Великой депрессии; из Гарварда сообщали, что Джон должен как можно быстрее защитить докторскую диссертацию. Осенью 1935 года ему официально предложили занять место преподавателя истории Китая в Гарвардском университете. Немалую роль в этом сыграло открытие в Гонконге уцелевшего архива фирм Джардина — Мэтисона и Херда. Все планы изменило заболевание отца Фэрбэнка лейкозом, а также резкое обострение политической ситуации в Китае. Дневник, который Джон вёл между 1934 и 1936 годами, по тону разительно отличается от его переписки и выдаёт страх перед будущим, а также желание «послужить обществу и цивилизации, которые меня взрастили». В декабре 1935 года Джон и Вильма покинули Пекин и направились через Корею в Японию, где посетили Киото и Токио. Далее они пересекли Тихий океан, побывали в Су-Фолсе и во всех университетах США, где имелись китайские кафедры, после чего устремились в Оксфорд. В апреле 1936 года Фэрбэнк представил к защите свою диссертацию и держал устный экзамен по истории. В мае он был удостоен степени доктора философии Бэллиол-колледжа. Вильма утверждала, что Джон был разочарован равнодушием британцев и тем, что процесс получения степени не потребовал от него никаких усилий. В апреле 1936 года Гарвардский университет официально пригласил Фэрбэнка на работу. После защиты супруги вернулись в США, однако из-за кончины отца Джон был вынужден бросить работу в самом начале семестра и на самолёте прибыть в Су-Фолс как раз к похоронам. Прощальное письмо к отцу положили в гроб.
В Кембридже Джон и Вильма поселились в доме № 41 на Уинтроп-стрит в самом центре университетского кампуса, за аренду которого платили 50 долларов в месяц. Джон был зачислен на ставку лектора по истории и тьютора по истории, политологии и экономике с жалованьем 2500 долларов в год (36 900 в ценах 2019 года). Параллельно Фэрбэнк принял плановую тему по японскому участию в Синьхайской революции в Китае и занялся японским языком у Сергея Елисеева. В воспоминаниях он высоко оценивал методику обучения японскому языку по учебникам Наганумы для корейских школьников.

### Первый гарвардский период (1937—1941)
Вернувшись из Китая, Фэрбэнк осознавал, что в изоляционистской Америке академические круги мало интересуются историей и культурой Срединного государства, и поставил задачу создания современной китаеведной науки и воспитания соответствующих кадров. Из-за этого его диссертация вышла в виде монографии только в 1953 году. Своей главной задачей Фэрбэнк видел, чтобы студенты не замыкались на изучении языка, используя его как инструмент исследований. Учёный добился открытия с 1937 года курса «История Дальнего Востока после 1793 года», который потом подсоединил к курсу Рейшауэра по истории дальневосточных цивилизаций, обобщённо именуемому «Рисовыми полями». Число слушателей Джона за четыре года возросло с 24 до 53 человек. Не обошлось без конфликта с деканом Елисеевым, поскольку Фэрбэнк считал, что преподавание современной дальневосточной истории с упором на дипломатические отношения неадекватно и не позволяет выпускать из университета компетентных специалистов. Впрочем, он не встретил понимания даже у Рейшауэра, который заявил, что интересы гарвардского сообщества находятся в поле западной цивилизации, то есть востоковедение представляло интерес только в контексте западной истории и международной системы. Собственно, и сам Фэрбэнк был принят на кафедру истории дипломатии, а его публикации по китайской цивилизации считались второстепенными. За образец для собственных разработок Фэрбэнк взял курс современной дипломатической истории Уильяма Лангера. Для подготовки магистров и докторантов он основал спецсеминар по языку и дипломатике цинских официальных документов, который стартовал в ноябре 1938 года; студенты Фэрбэнка оказывались способными в двухлетний срок начинать работать с китайскими первоисточниками, в отличие от принятой тогда пяти- или шестилетней языковой подготовки. В 1940 году было подготовлено пособие по языку цинских дипломатических документов, которое было напечатано в 1952 году. Фэрбэнк составил несколько библиографических справочников и аннотаций. Не менее важными были его усилия по созданию интеллектуальной среды: по четвергам дом Фэрбэнков был открыт для посетителей — равно коллег-преподавателей и студентов, и эти неформальные семинары-чаепития продолжались более 40 лет. Здесь можно было свободно обмениваться мнениями, и даже возникло несколько семейных пар (например, китаеведы Артур и Мэри Райты).
К 1940 году в университетах Соединённых Штатов было менее пятидесяти штатных преподавателей языка, истории и культуры восточноазиатских цивилизаций, которые находились на периферии гуманитарной науки. Американские ассоциации политологов и историков не включали востоковедов, Американское общество востоковедов преимущественно включало библеистов и археологов-ближневосточников. Фонд Рокфеллера и Американский совет научных обществ (ACLS) были заинтересованы в дальневосточной тематике, Фэрбэнк участвовал в съездах ACLS 1937 и 1939 годов, а также был сопредседателем летнего Гарвардского дальневосточного института 1940 года, устроенного для учителей школ и колледжей, которые работали на Дальнем Востоке. Курсы по истории Китая там читали Фэрбэнк и Дерк Боддэ. Была создана и Ассоциация дальневосточных исследований, затем переименованная в Ассоциацию азиатских исследований. В осенний семестр 1940 года Фэрбэнк получил от президента Гарвардского университета оплачиваемый отпуск, который использовал для поездок по США от имени ведомства образования и ACLS для интеграции учебных заведений, в которых преподавалось востоковедение. Для информирования своей деятельности он стал издавать оперативные Far Eastern Leaflets (сентябрь 1941 — февраль 1942 годов), у этого издания было 1500 подписчиков. Мрачные письма приходили от Цзян Тинфу и Лян Сычэна, показывая катастрофу китайских учёных и преподавателей во время японского вторжения. Для поддержки эвакуированных китайских учёных Фэрбэнк организовал сбор книг в Гарварде и смог переправить на свободные территории Китая более 1000 томов книг и 4800 единиц периодических изданий. Он также провёл серию публичных лекций и печатался в прессе, заявляя, что невежество американцев очень дорого обойдётся стране после начала войны на Тихом океане.

### Государственная служба. Второе и третье пребывание в Китае (1941—1946)

#### Фэрбэнк на службе УСС
В августе 1941 года 34-летний Фэрбэнк был включён в команду университетских кадров, рекрутируемых правительством США для военных нужд. Он получил пятилетний отпуск из Гарвардского университета. Этот период распределялся следующим образом: Вашингтон (август 1941 — август 1942 годов); Китай (сентябрь 1942 — декабрь 1943 годов); Вашингтон (январь 1944 — август 1945 годов); Китай (сентябрь 1945 — июль 1946 годов). Фэрбэнк был включён в команду аналитиков Бюро координации информации с жалованьем 5600 долларов в год и переехал с Вильмой (получившей должность с жалованьем в 4600 долларов) в Вашингтон. Он сразу же стал критиковать программу ленд-лиза, в которой Китаем откровенно пренебрегали: на эту страну было запланировано не более 5 % всех расходов. Фэрбэнк активно встречался с китайскими дипломатами, в том числе с Ху Ши, и готовил справочник для американской армии; Вильма составляла списки лиц, занимавшихся Востоком, которые стали кадровым резервом после Перл-Харбора. Джон просился в Китай, разработав проект микрофильмирования китайских и японских источников о войне — включая газеты и пропагандистские материалы правительства и оппозиции. В июне 1942 года было создано Управление стратегических служб, в состав которого перешли и супруги Фэрбэнк; официально они числились как сотрудники Библиотеки Конгресса. Кроме того, Джон получил дипломатический паспорт и звание «специального помощника посла», необходимого для авторитета при общении с британскими и китайскими чиновниками. Вильма попала в отдел культурных связей, который должен был содействовать обмену военно-технической информацией и помогать китайским учащимся в США, а также готовить пропагандистские материалы для Китая. Перелёт в Чунцин занял четыре недели: путь пролегал через Флориду, Бразилию, Северную Африку и Индию. 18 сентября 1942 года Фэрбэнки прибыли в Куньмин.

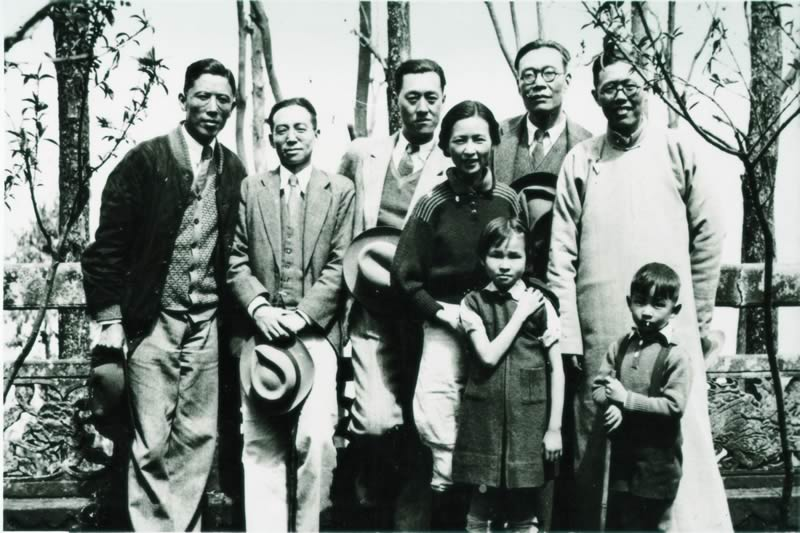
Китайские учёные в эвакуации. Слева направо: Чжоу Пэйюань, Лян Сычэн, Чэнь Дайсунь, Линь Хуэйинь с дочерью Цзайбинь, Цзинь Юэлинь, У Юсюнь, Лян Цунцзе — сын Сычэна и Хуэйинь

Сразу после прибытия Фэрбэнк познакомился с англичанином Джозефом Нидэмом и признал британские усилия по спасению китайских учёных и студентов, бежавших с оккупированного Севера, более эффективными, чем американские. В Куньмине располагались американские тыловая база и аэродром, а также вновь созданный Объединённый Юго-Западный университет, в состав которого вошли и специалисты из Цинхуа. Здесь же работали старые друзья Фэрбэнка: Цзян Тинфу, Лян Сычэн, Линь Хуэйинь (прикованная к постели туберкулёзом), Цзинь Юэлинь. Первый меморандум в Вашингтон Фэрбэнк отправил уже 23 сентября, описав положение китайской науки как «близкое к вымиранию» и обвинив в сложившейся ситуации министра Чэнь Лифу. Спасение китайских учёных Фэрбэнк объявил «американской инвестицией», поскольку китайская профессура «отстаивает в обучении американские либеральные идеалы». В результате усилий Фэрбэнка осенью 1943 года была создана служба United China Relief, в рамках которой были отобраны 22 грантополучателя, которым были назначены гранты в сумме от 500 до 1000 долларов. Эту программу воспретил лично Чан Кайши, однако Фэрбэнк добился засекречивания проекта, и деньги предоставлялись китайским учёным без огласки и документирования имён грантополучателей. Кроме того, Фэрбэнк добился разрешения для китайской профессуры проводить просветительские лекции для американских военнослужащих в Куньмине, а также вывез несколько человек в США. В условиях неограниченного роста цен Фэрбэнк перешёл к стимулированию натурой: подаренная им ручка «Паркер» на рынке могла стоить до 6000 юаней, что превышало годовое профессорское жалованье. Подарки и продуктовые посылки не ущемляли достоинства китайцев, в отличие от денежных переводов. Своим друзьям и коллегам, выезжавшим в Китай, Фэрбэнк давал рекомендации брать с собой для подарков ручки, часы, лекарства от малярии (бутылка атебрина стоила на рынке 1000 юаней) и прочее. Проведя неделю в Куньмине, Фэрбэнк отбыл во временную столицу Чунцин, в которой прожил следующие 16 месяцев. Официально он был главой чунцинского отделения American Publications Service, будучи подчинён Милтону Майлзу — резиденту УСС, с которым Джон Кинг быстро нашёл общий язык и договорился о разделении сфер деятельности. Фэрбэнк анализировал все доступные китайские периодические издания, а также получал оккупационные и японские материалы через британскую резидентуру в Гонконге. Они регулярно фотокопировались, для чего у Джона были библиотекарь и фотограф. Поскольку регулярного снабжения японской прессой не было, Фэрбэнк предложил начальству переключиться только на ситуацию в Китае и пересылал в Вашингтон по несколько тысяч фотокопий и отчётов в месяц.
Как представитель Библиотеки Конгресса Фэрбэнк пользовался свободой передвижения по свободному Китаю, пятикратно посещал Куньмин, несколько раз был в Чэнду и Гуйлине. С собой он брал два проектора для микрофильмов и привлекал массы китайской профессуры, не имевшей другого доступа к новейшим западным публикациям. Вместе с директором Китайской национальной библиотеки Юань Тунли Фэрбэнк создал Международную службу китайской культуры, в рамках которой шло микрофильмирование литературы и прессы для Госдепартамента. Юань Тунли в кратчайшие сроки воссоздал службу каталогизации. К концу 1943 года Джон отчитался в фотокопировании более миллиона страниц китайских информационных материалов. Для простоты работы он принципиально работал только с китайцами с западным образованием, говорящими по-английски, с большинством из которых он был знаком лично ещё в пекинские годы. После личной встречи с Чэнь Лифу в своём меморандуме ноября 1943 года Фэрбэнк охарактеризовал китайскую политику в области культуры и образования как «фашистскую». Он также обращал внимание Госдепа, что гоминьдановские спецслужбы вербуют китайских студентов, направленных в США. Именно поэтому он выступил против отправки 1000 молодых китайцев в США и Великобританию, поскольку, во-первых, были отобраны только представители технических специальностей, а, во-вторых, отбор всецело контролировался центральным руководством Гоминьдана. В противовес он добился разрешения приезда шести американских профессоров по обмену и доставки новейшей учебной литературы. Фэрбэнк принципиально настаивал на необходимости прямого американского вмешательства в образовательную и культурную политику Китая и был поддержан непосредственным начальством по УСС.
Миссия Фэрбэнка вовлекла его в дела высокой политики. Он лично встречался с Сун Мэйлин, тремя губернаторами провинций, шестью министрами, множеством чиновников более низкого уровня и даже с участниками миссии Чжоу Эньлая из Особого района Китая (в том числе Го Можо и Мао Дунем). В отчётах Госдепартаменту содержится множество данных о реальной политической ситуации, которые выражали крайнее разочарование Фэрбэнка в политике Гоминьдана. Несмотря на это, он считал чанкайшистов единственной приемлемой для Запада политической силой в Китае, признавая, что Гоминьдан не способен модернизировать Китай. Пребывание в Чунцине также убедило Фэрбэнка в том, что китайские реалии не могут быть оценены через западные стандарты: сохранение слабой и неэффективной власти Гоминьдана он мог объяснить лишь её глубочайшим соответствием китайской традиции. Отчасти его пессимизм усугубился тяжёлым заболеванием гепатитом, из-за которого он провёл три недели в американском военном госпитале. В письме Вильме Фэрбэнк объявил, что в Китае невозможно сохранять двойную объективность и что необходимо находиться на стороне какой-либо одной системы ценностей — в его случае западной.

#### Фэрбэнк и Информационное агентство США

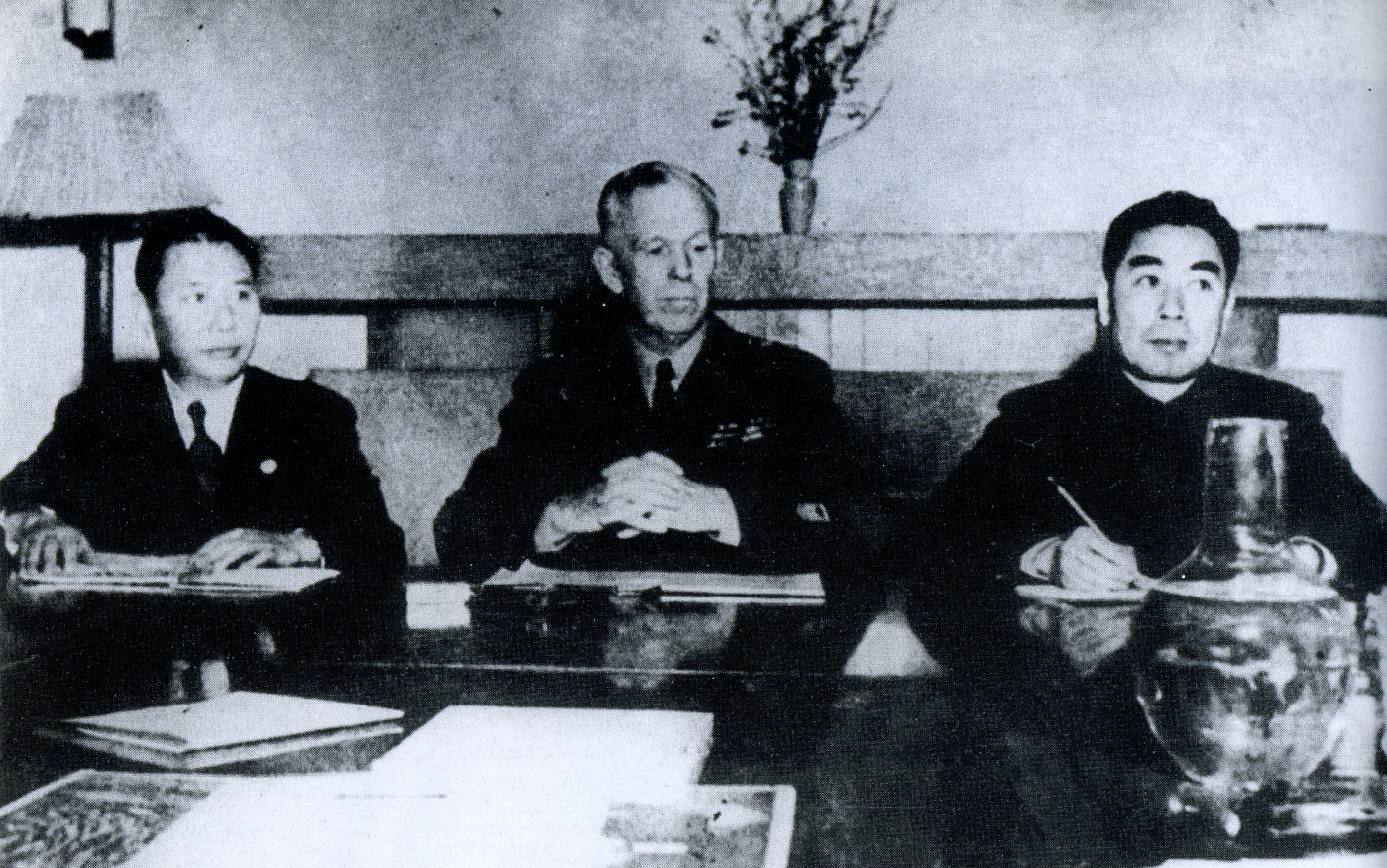
Слева направо: Чжан Цюнь, Джордж Маршалл и Чжоу Эньлай. Фото 1946 года, сделанное время во переговоров Гоминьдана и Коммунистической Партии Китая

В ноябре 1943 года Фэрбэнк был отозван из Китая. Его основная миссия была провальной: в Сычуани оказалось невозможно найти достаточно японских материалов для разработки стратегии войны с этой страной. В Вашингтоне его перевели из УСС в Управление военной информации (OWI), поскольку непредусмотренные планом результаты по китайскому направлению были грандиозны по объёму. Фэрбэнк должен был координировать обмен информацией по Китаю между отделениями Управления в Сан-Франциско, Нью-Йорке и вашингтонской штаб-квартирой, что требовало постоянных разъездов. После бомбардировки Хиросимы и Нагасаки Фэрбэнк подал рапорт о переводе в Китай в тамошнее отделение OWI и добился своего, проведя шестидневную забастовку. В сентябре 1945 года он вновь прибыл в Куньмин. 10-месячное пребывание в Китае оказалось последним на ближайшие четверть века. После окончания войны Фэрбэнк перешёл в штат Информационного агентства США; в начале 1946 года его офис был перемещён в Шанхай; Госдеп передал организации межкультурный и академический обмен и стипендиальную программу Фулбрайта. В январе 1946 года Фэрбэнк был приглашён на приём, устроенный для иностранных дипломатом Чжоу Эньлаем и Е Цзяньином, после чего неофициальная часть проходила дома у Го Можо. Фэрбэнк с женой получили приглашение посетить районы Китая, контролируемые коммунистами, и совершили поездку в Калган, формально, под предлогом отбора четырёх учёных — членов КПК, которые могли бы участвовать в академическом обмене. Краткое общение с коммунистами окончательно убедило Фэрбэнка, что Чан Кайши даже при полномасштабной поддержке США не сможет победить в гражданской войне.
В июле 1946 года Фэрбэнк был уволен с госслужбы и вернулся в Гарвардский университет на преподавательскую работу. На обратном пути он смог заехать в Пекин, повидавшись с семейством Лян Сычэна и Линь Хуэйинь, а также познакомился с советскими дипломатами и учёными, в том числе Сергеем Тихвинским. Полученный во время войны административный опыт, обширные знакомства и репутация в политических кругах в дальнейшем немало способствовали успеху проектов китаеведа. После возвращения к преподавательской работе Фэрбэнк сохранил высокую степень политической активности. Его переписка и дневник за 1945—1952 годы фиксирует регулярное общение с полусотней высших правительственных чиновников, из которых 35 представляли Госдепартамент.

### Победа китайских коммунистов и годы маккартизма (1946—1953)
После возвращения к преподавательской рутине Фэрбэнк решился обобщить накопленные до войны источники, соединив их с собственным опытом. Результатом стала монография 1948 года «Соединённые Штаты и Китай», немедленно удостоенная награды Венделла Уилки Американской политологической ассоциации. До 1979 года книга трижды переиздавалась и разошлась тиражом более 300 000 экземпляров, что сделало её самой продаваемой научной англоязычной книгой о Китае. К тому времени провалились все американские дипломатические и военные инициативы с оказанием помощи режиму Чан Кайши, и Фэрбэнк своей книгой стремился разъяснить причины неправильных подходов администрации США к проблемам на Дальнем Востоке. Именно в этой книге Фэрбэнк представил свои важнейшие концепции, которых придерживался всю жизнь: об изначальной авторитарности китайской политической культуры и сущности всех перемен в Китае после 1800 года как «социальной революции», используя этот термин в его узком латинском значении — «перемены». Следующим проектом стало издание в 1952 году «Документальной истории китайского коммунизма», выросшей из семинарских занятий со студентами и кооперации с тремя коллегами, включая Бенджамина Шварца. Рукопись была готова ещё к июню 1950 года: Фэрбэнк стремился представить американским политикам надёжное собрание источников по китайскому марксизму. Публикацией документов он стремился доказать прагматический характер политики Мао Цзэдуна и явную вторичность советского влияния в Китае. Впервые эту идею Фэрбэнк высказал во время радиодебатов с конгрессменом Джаддом ещё в 1948 году, а после начала Корейской войны ещё более откровенно писал, что коммунистическая идеология вполне совместима с китайским национализмом.
После создания КНР Фэрбэнк подверг резкой критике в прессе широко распространённое мнение о том, что провал Гоминьдана можно объяснить неадекватной американской помощью. Джон Кинг приветствовал издание в августе 1949 года Белой книги Государственного департамента «Отношения США с Китаем» и поссорился с сенатором Кеннеди. Непосредственной причиной стало то, что в октябре 1949 года была проведена встреча в Белом доме с 24 представителями бизнес-сообщества и специалистами-китаеведами, на которой Фэрбэнк призвал к немедленному дипломатическому признанию Китайской Народной Республики, как только китайская сторона продемонстрирует такое желание. Это позволит полностью сохранить американские экономические и политические интересы (включая миссионерские), в противном случае «Китай окончательно упадёт в объятия Москвы». Подобные идеи Фэрбэнк высказал во время радиодебатов с адмиралом Куком и сенатором Бриджесом и даже призвал принять Новый Китай в ООН. То, что Фэрбэнк стал объектом нападок как «сочувствующий коммунистам», в годы маккартизма стало глубоко закономерным явлением. В это же время китайские друзья Фэрбэнка, Фэй Сяотун и Чэнь Ханьшэн, подверглись преследованиям в Китае за «проамериканский образ мыслей».
Первые неприятности начались для Фэрбэнка в апреле 1951 года, когда он выиграл стипендию Гуггенхайма и подал заявку в Госдепартамент на творческий отпуск в Японии до сентября 1952 года, вместе с женой и двухлетней дочерью. Руководство университета предоставило ему командировку для изучения японского языка, академического общения и завершения учебника о восточноазиатской цивилизации. Однако для въезда в оккупированную Японию требовалось получить специальное разрешение; выдача заграничного паспорта явно задерживалась. Не рассчитывая на неудачу, Фэрбэнки поехали через всю страну на автомобиле, посетили родные места в Южной Дакоте, а далее через Колорадо проехали в Калифорнию, где остановились у Артура и Мэри Райтов в Пало-Алто. За неделю до отлёта в Токио из Госдепартамента пришёл отказ, опубликованный в газете «San Francisco Chronicle». В тот же день Джон Кинг Фэрбэнк получил письмо дипломатического отдела оккупационной администрации, что для его въезда нет никаких препятствий. Вскоре в прессе появились обвинения Фэрбэнка в том, что он состоял в Коммунистической партии США и в 1944 году якобы передавал шпионскую информацию через Сун Цинлин. Фэрбэнк отменил командировку и, вернувшись в Кембридж, развернул общественную кампанию в свою защиту. Эту работу он вёл с той же обстоятельностью, что и в науке: официально обратился в Пентагон с требованием расследования, затребовал у всех официальных лиц, с которыми контактировал, свидетельств о своей благонадёжности, и собрал копии всех официальных и неофициальных документов, включая чеки и счета для будущих судебных разбирательств. Он предпочёл не вступать в громкую полемику, а выстраивать документальную базу. Поскольку Фэрбэнк был не одинок в этой ситуации, он обратился к коллеге Хью Бортону из Колумбийского университета для координации усилий. Джон Кинг даже составил 22-страничный дайджест своих публикаций по китайскому коммунизму, который демонстрировал, что об отрицательных сторонах политики КПК он писал больше, чем о положительных.
В декабре 1951 года Пентагон удовлетворил прошение Фэрбэнка и назначил официальные слушания, на которых учёный должен был ответить на 12 вопросов, в том числе о том, можно ли его уличить в прокоммунистических высказываниях. Слушания проходили в здании Пентагона 5 и 6 декабря 1951 года и длились в общей сложности восемь часов. Фэрбэнк высоко оценил моральную атмосферу и сознательность вкупе с трезвомыслием участников расследования. Джон Кинг связывал свою карьеру учёного с национальными интересами и квалифицировал свои труды как антикоммунистические. Свою командировку в Японию он описал как «полезную для противодействия марксизму в среде японских учёных». Отклонение командировки он квалифицировал как «подрывную деятельность» в отношении американского китаеведения и даже задал встречный вопрос: «Повредит ли моя командировка в Японию интересам Соединённых Штатов?» Расследование на этом не закончилось, и комитет предложил до февраля 1952 года ответить на десять дополнительных вопросов. Переписка с Госдепартаментом тянулась до апреля 1952 года, пока не был прекращён оккупационный режим и разрешений на въезд более не требовалось. За это время Госдепартамент отклонил более 300 ходатайств от американских учёных. В конце концов чета Фэрбэнков получила заграничный паспорт с опозданием в 17 месяцев. Творческая командировка в Японию всё-таки состоялась и продлилась до 1953 года. При возвращении в США он посетил Тайвань, где убедился в действенности реформ Чан Кайши.
Параллельно разворачивалось расследование Подкомитета по внутренней безопасности Маккаррана в Сенате США. Здесь против Фэрбэнка выступили несколько его коллег, обвинив в «несомненных симпатиях» к китайским коммунистам. В ответ он активно выступал в прессе, не стесняясь в выражениях, упирая на то, что стал разменной монетой в борьбе республиканцев и демократов. Прения по адресу Фэрбэнка проходили 10 и 11 марта 1952 года в «унылой» обстановке. Проблема заключалась в том, что по результатам расследования Фэрбэнк был включён в список 60 неблагонадёжных. Тем не менее Гарвардская университетская корпорация выступила на его стороне, и положению Джона на кафедре ничего не угрожало. Единственным исключением оказался Карл Виттфогель, многократно обвинявший Фэрбэнка в прокоммунистических взглядах.
Ещё в 1950 году расследование деятельности Фэрбэнка начало ФБР, к 1955 году его дело достигло объёма 1000 страниц. В том же году Госдепартамент отказался от услуг Фэрбэнка как консультанта. Четырнадцать лет спустя, в 1964 году, по неизвестным причинам Фэрбэнку был воспрещён вход в здание Госдепартамента. Лишь после эскалации во Вьетнамской войне, в 1966 году Госдепартамент вновь привлёк Фэрбэнка к экспертной работе, а дело ФБР было закрыто.

### Гарвардский профессор (1953—1977)

#### Научно-организаторская деятельность
За восемь лет, последовавших после возвращения из Японии, Джон Кинг Фэрбэнк издал пять монографий, три библиографии и два тома переводов по истории Китая, а также четыре научные статьи и множество рецензий. Научное признание шло своим чередом: в 1958 году он был избран президентом Ассоциации азиатских исследований, а в 1959 году он удостоился профессорской стипендии Фрэнсиса Ли Хиггинсона для преподавателей истории. В 1958 году Фэрбэнк через газету «New York Times» призвал поддержать Чан Кайши во время Тайваньского кризиса и помочь «построить некоммунистический Китай». Этому предшествовала академическая статья, в которой учёный рассматривал линейную и династическую интерпретации истории Китая и пытался проанализировать роль режима Мао Цзэдуна. В этой же статье Фэрбэнк противопоставил себя Виттфогелю и объявил, что не может всерьёз рассматривать никакую теоретическую схему в качестве истины в последней инстанции.
В середине 1950-х годов оформилась «Гарвардская школа»: количество выпускников Фэрбэнка превысило тысячу (в том числе сотня докторантов), и он был широко известен в кругах американского истеблишмента. Себя он позиционировал как «академического продюсера», который никогда не навязывал ученикам темы исследований, но стремился их трудоустроить. В середине XX века ученики Фэрбэнка занимали большинство должностей, связанных с китаеведением и преподаванием китайского языка, в американских университетах. Одним из наиболее сложных дел стало трудоустройство Джозефа Левенсона, которое осуществлялось в самые тяжёлые для самого Фэрбэнка годы. Руководство Калифорнийского университета в Беркли было предубеждено против того, что Левенсон был религиозным иудеем, и потребовалось почти 30 писем, чтобы убедить ректора в равнодушии молодого китаиста к марксизму. Джон Кинг поощрял как можно более раннюю публикационную активность своих учеников, и это же позволяло информировать руководство университетов о перспективных молодых учёных, подчас, ещё до появления вакансий. Пол Коэн очень высоко оценивал то, что Фэрбэнк не пытался эксплуатировать интеллектуальный рост учеников в своих интересах, в отличие от Броделя. Иногда Фэрбэнк соглашался на темы, которые ему самому не нравились или противоречили его взглядам. В издаваемой университетом серии монографий по современной Восточной Азии к 1969 году вышло 70 томов, 61 тема имела отношение к Китаю, 24 имели отношение к базовой теме Фэрбэнка, и только четыре автора серии не были учениками Фэрбэнка.
Колоссальная занятость Фэрбэнка не мешала его активности как путешественника. В 1960 году он вновь удостоился стипендии Гуггенхайма, что позволило отправиться в девятимесячное кругосветное путешествие, в ходе которого семья Фэрбэнков посетила 26 стран и 100 городов. Джон задался целью пополнить Восточноазиатскую библиотеку и наладить контакты со всеми научными центрами, занятыми китаеведением. В январе Фэрбэнки побывали в Италии, Греции, Болгарии, Израиле и Иране. В феврале они посетили Индию (Дели, Агра, Калькутта) и Непал и далее двинулись в Бирму, где были приняты премьер-министром У Ну. Далее маршрут пролегал через Таиланд, Малайзию, Сингапур и Южный Вьетнам, пребывание в последнем заняло пять дней. Фэрбэнк был принят у Нго Динь Зьема и восстановил знакомство с Вольфом Ладежинским. Несмотря на краткость визита во Вьетнам, в частной переписке он указывал, что ситуация в стране «слишком напоминает» гоминьдановский Китай 1940-х годов. Далее семья провела четыре недели в Гонконге (где были приняты вице-канцлером университета и тайпаном фирмы «Джардин — Мэтисон»), четыре дня в Маниле, семь недель на Тайване (Ху Ши был чрезвычайно любезен) и пять недель в Японии и Южной Корее. Ещё одну длительную поездку на Восток Фэрбэнк осуществил в 1964 году на грант в 10 000 долларов (82 400 в ценах 2019 года), присуждённый ему Американским советом научных обществ «за выдающийся вклад в науку». Маршрут был почти идентичным путешествию 1960 года, дополнившись Камбоджей; пребывание в Южном Вьетнаме составило шесть дней. На Тайване Вильма Фэрбэнк была приглашена на чай к первой леди Сун Мэйлин. Во время недельной поездки в Сеул Фэрбэнк получил почётную докторскую степень от Сеульского национального университета.
Летние каникулы 1966 года семейство Фэрбэнков посвятило путешествию в Лондон, Оксфорд, Париж и Прагу. В Парижском университете VI Джон прочитал лекцию на «неестественном» французском языке, а Вильма настояла, чтобы 34-ю годовщину их свадьбы супруги отпраздновали в долине Луары. Именно во время посещения Англии и Франции Фэрбэнк анонсировал грандиозный проект «Кембриджской истории Китая», хотя оценивал положение европейской синологии очень невысоко. Празднование 60-летнего юбилея Фэрбэнка в мае 1967 года охватило всё профессиональное сообщество американских востоковедов. Коллеги и друзья преподнесли ему сборник статей в честь Джона, а вечером 24 мая он читал стихи, написанные в его адрес. Юбилей плавно перешёл во Всемирный конгресс востоковедов, который проводился в Энн-Арборе в августе того же года. Фэрбэнк возглавил секцию современного Китая. Далее он переключился на создание американской вьетнамистики и стал добиваться учреждения кафедры в Гарварде; по его подсчётам, на 1969 год в США было всего восемь специалистов по Вьетнаму. Однако подготовить нужных специалистов и открыть кафедру удалось лишь в 1974 году благодаря 300-тысячному гранту от Фордовского фонда. Относительно вьетнамской войны Фэрбэнк занял подчёркнуто объективную позицию: поддержал ассоциацию учёных против вьетнамского конфликта и одновременно разрешил сотрудникам ЦРУ работать в Центре восточноазиатских исследований, что вызвало сильное недовольство ряда молодых аспирантов и коллег-преподавателей.
В связи с юбилеем была учреждена Награда имени Фэрбэнка за лучшее исследование по восточноазиатской и центральноазиатской тематике. Джон Кинг Фэрбэнк удостоился также почётных докторских степеней от Гарварда и университетов Торонто и Висконсина.

#### Фэрбэнк и Советский Союз
Джон Кинг Фэрбэнк трижды посещал СССР. В 1960 году Гарвард посетила делегация Ленинградского университета во главе с Г. В. Ефимовым, который побывал и дома у Фэрбэнков. Ответный визит состоялся в конце 1960 года, когда в свою очередь Джон Кинг был в гостях у Геронтия Валентиновича. Джон и Вильма были приглашены на Международный съезд востоковедов, который проводился в Москве; американцев поселили в гостинице «Украина» и обеспечили синхронным переводом на всех заседаниях. Их также поразило количество и дешевизна русской литературы о Китае, которая была вполне доступна в книжных магазинах. Впрочем, возник инцидент из-за попытки цензурирования американской книжной выставки, когда из 155 привезённых изданий 25 не были допущены, включая «Соединённые Штаты и Китай» самого Фэрбэнка и «Восточный деспотизм» Виттфогеля. Оказалось, что инициатором был С. Л. Тихвинский, с которым Фэрбэнк был хорошо знаком ещё с 1946 года. Второй визит в СССР был совершён в 1972 году после посещения Китая; тогда американский профессор смог провести полдюжины встреч с советскими китаистами. С 1975 года Фэрбэнк участвовал в совместной советско-американской комиссии по сотрудничеству в области социально-гуманитарных наук. Её заседание в Москве в 1977 году также не обошлось без Джона Кинга; программа совместной деятельности разрабатывалась при участии С. Л. Тихвинского и Л. П. Делюсина, но ни к чему не привела.

#### Поездка в Китай 1972 года

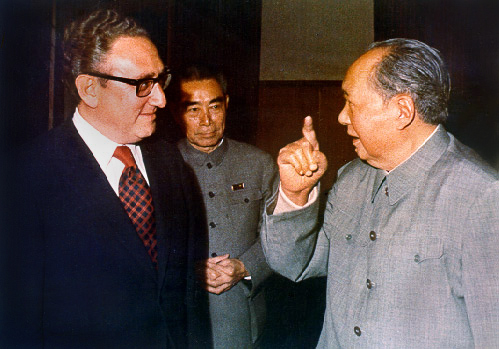
Слева направо: Генри Киссинджер, Чжоу Эньлай, Мао Цзэдун

Согласно собственным воспоминаниям Фэрбэнка, он познакомился с Генри Киссинджером около 1967 или 1968 года во время перелёта из Бостона в Вашингтон рейсом Eastern Air Lines Shuttle. Они обсуждали вопросы возобновления американо-китайских отношений, и китаевед посоветовал политику учитывать, что Мао Цзэдун придерживался традиционных взглядов, в системе которых иностранные правители вполне могли посетить Пекин в качестве «почётных гостей императора». Иными словами, Мао никогда не примет приглашения выехать за границу, тогда как американский президент имеет юридическую и физическую возможность посетить любую точку земного шара. Затем Фэрбэнк отправил Киссинджеру оттиск статьи о миропорядке по-китайски из журнала «Encounter» и сборник «Миропорядок по-китайски», изданный Гарвардом в 1968 году. В противоположность ходившим в те годы слухам, Фэрбэнк не участвовал в подготовке переговоров Киссинджера и визита в Китай президента Никсона. Тем не менее Фэрбэнк впервые за долгие годы выступил с публичным обсуждением американской политики: после начала «пинг-понговой дипломатии» он напечатал в «New York Times» комментарий, где, в частности, сообщил, что «в результате разрыва дипломатических отношений с КНР больше американцев побывало на Луне, чем в Пекине».
Летом 1971 года Фэрбэнк дважды привлекался как консультант комитетов Конгресса США, в том числе на закрытом заседании по международным вопросам; формально это было признанием полной реабилитации учёного после маккартистской травли. 11 августа он выступал на заседании по приоритетам в политике перед Объединённым комитетом Конгресса по экономике вместе с юристом Джеромом Коэном и политологом Алленом Уайтингом. Речь Фэрбэнка была опубликована в «US News and World Report» и сводилась к констатации, что у Китая нет ни экономических возможностей, ни политической мотивации в проведении агрессивной внешней политики. Повторил он и излюбленный тезис о том, что синология должна быть наукой с государственным финансированием. Осенью 1971 года последовало заявление премьер-министра Чжоу Эньлая, вице-премьера Цяо Гуаньхуа и главы Академии наук Го Можо о «скором приезде» Фэрбэнка в Китай. Официальное приглашение последовало через посла КНР в Канаде Хуан Хуа; лично дипломат и китаевед увиделись на похоронах Эдгара Сноу. Было принято соглашение, что поездка состоится летом 1972 года, когда у Фэрбэнка начинался годичный оплачиваемый отпуск. Сам учёный считал это уникальным шансом познакомиться с современным положением китаеведения в КНР. Только тогда Джон Кинг обратился напрямую к Киссинджеру и получил приглашение в Белый дом. Его выпустили в Китай без официальных условий, без документов и без утверждённого маршрута; заграничный паспорт для четы Фэрбэнков с визами должны были прислать прямо в Гонконг. В конце мая Джон и Вильма вылетели в Гонконг на правах гостей американского консула; через неделю они выехали поездом в Гуандун, где их встречали как гостей Института иностранных дел на полном обеспечении китайской стороны.
Поездка Фэрбэнка заняла 43 дня, охватывая хорошо известные ему города: Гуанчжоу, Пекин, Шицзячжуан, Аньян, Сиань, Яньань и Шанхай. Всё было сделано для того, чтобы синолог мог сравнить известные ему реалии с современностью. Американцев принимали на заводах, в образцовых народных коммунах, специальных школах, бомбоубежищах, на Гуандунской ярмарке, возили на археологические раскопки и в музеи, список которых составила Вильма. Спортивные, гимнастические и театральные зрелища следовали по графику; Джон в частном письме сообщал, что оказался в «рутинной колее услужливости для иностранцев», повторив маршрут бесчисленных албанцев, пакистанцев и индонезийцев. Супруги отпраздновали в Пекине 40-летие свадьбы, причём на банкете присутствовали большинство их китайских друзей, которые ещё оставались в живых (в том числе Цзинь Юэлинь и Фэй Сяотун). Фэрбэнк отметил, что его друзья старались ничего не говорить об испытаниях «культурной революции» и явно демонстрировали, что находятся под наблюдением и должны избегать некоторых тем в разговорах. Джон писал, что они общались не с давними знакомыми, а с представителями китайского государства. Побывали супруги и в хутунах и даже видели свой бывший пекинский дом, в котором в 1972 году жило несколько семей. По приглашению китайской стороны Фэрбэнк прочитал несколько лекций, в том числе по истории китаеведения и американо-китайских отношений, аудитория оказалась той же самой, где он прочитал в 1933 году свой первый доклад в Пекине. Далее Фэрбэнки удостоились официального приёма у Цяо Гуаньхуа (в 1943 году Джон подарил ему костюм на свадьбу), во время трёхчасового общения Вильма вела стенограмму. 16 июня чета Фэрбэнков получила приглашение от Чжоу Эньлая, их встреча прошла в официальной резиденции вместе с представителями Кембриджского университета. Фэрбэнк предложил премьеру готовить переводчиков китайского МИДа в Гарварде, но получил уклончивый ответ. На обратном пути в Гуанчжоу Фэрбэнк отметил, что Китай сильно изменился, особенно он обратил внимание на успехи кампании восстановления лесов, благоустройства городов, дорожного строительства, а также того, что удалось полностью искоренить обычай бинтования ног у женщин. Вильма также заметила, что в КНР достигнуто реальное равноправие мужчин и женщин. В то же время Фэрбэнка раздражало отсутствие открытых статистических данных, которые бы позволили сделать реальное заключение о степени развития страны. Культ Мао и фальсификация истории Компартии Китая также неприятно удивили Джона Фэрбэнка.

#### Отставка
Годичный отпуск 1972—1973 годов позволил Фэрбэнку посетить не только Китай и СССР, но также Японию, Тайвань, Великобританию и Францию. Он успел пообщаться с Сергеем Елисеевым (который скончался через несколько месяцев) и жаловался ему на засилье марксистов в европейской науке. Следующие годы Фэрбэнк потратил много сил для просветительской деятельности, между 1973—1977 годами он читал публичные лекции в 100 городах Америки и ещё несколько раз посещал Европу и Азию. С марта 1973 по февраль 1976 года Джон Кинг возглавлял Совет восточноазиатских исследований, для которого получил у Фордовского фонда грант в 800 000 долларов. Кроме того, только за 1970—1971 годы в серии монографий, издаваемой Фэрбэнком, вышло 25 новых изданий. Центр Восточной Азии, возглавляемый Фэрбэнком, включал 400 бакалавров и магистрантов, 51 преподавателя (из которых 25 работали на постоянном контракте); собранная Джоном библиотека включала около полумиллиона томов. В 1969—1970 академическом году на работу в университеты были приняты 12 выпускников Фэрбэнка, а в следующем году — 14 специалистов. В этот период явно ухудшились отношения Восточноазиатского центра Фэрбэнка с историческим факультетом Гарвардского университета, поскольку автономизация востоковедения была очевидной. Фэрбэнк считал данную тенденцию неверной и стремился к интеграции учебных и научных направлений, что не встречало сочувствия у руководства. Отчасти из-за этого он отказывался избираться деканом факультета, а в 1974 году даже пригрозил увольнением, если не будет открыта кафедра вьетнамских исследований с тем главой, которого он предложит. В конце концов кризис разрешился. Активные поездки Фэрбэнка объяснялись и необходимостью поисков финансирования, в результате для нужд восточноазиатских исследований в 1975—1977 годах он привлёк пожертвований на 10 миллионов долларов.
Серьёзным ударом для Фэрбэнка стал отказ в визе для посещения Китая в 1977 году, когда он должен был стать гостем канадского посла в КНР Артура Мензиса. Это знаменовало конец иллюзий относительно возможности налаживания китайско-американского культурного и академического обмена. При этом в прессе США, как леволиберальной, так и правоконсервативной, Фэрбэнка называли чуть ли не апологетом маоизма. Впрочем, учёному удалось в этом году посетить Гонконг, где он заявил, что будущие поколения учёных сумеют восстановить связи между странами на сугубо прагматической основе. На следующий день после 70-летия, в мае 1977 года, Джон Кинг Фэрбэнк прочитал свою последнюю лекцию, завершив 40-летнюю преподавательскую карьеру в Гарвардском университете. Он счёл необходимым оформить её особой церемонией, надев свою оксфордскую мантию 1936 года.
Выйдя в отставку, он сохранил высочайший уровень авторитета, и к 1979 году всё-таки был допущен в Китай, сопровождая вице-президента Мондейла; это была его последняя поездка в эту страну. После возвращения он был принят в Белом доме в связи с визитом в Америку Дэн Сяопина, а на торжественном банкете сидел рядом с президентом Картером. Центр восточноазиатских исследований получил имя своего основателя.

### Последние годы жизни (1979—1991)
Сохранив отличную память, активность и интерес к жизни, на День благодарения 1979 года Фэрбэнк перенёс тяжелейший сердечный приступ, поставивший его на грань жизни. Оправившись, он начал работу над книгой воспоминаний, которая должна была стать его жизненным завещанием и одновременно источником для будущих биографов. Хотя состояние здоровья почти не позволяло ему покидать Кембридж, в 1982 году он совершил трёхнедельную поездку в Канаду по приглашению китайского посольства в этой стране, что было связано с подготовкой к печати «Иллюстрированной истории китайской архитектуры» Лян Сычэна. Финансировать издание вызвался некий китайский предприниматель из Калифорнии.
На пенсии Фэрбэнк успел завершить ещё 17 монографий и сборников документов; переведённый на ставку эмерита, он по привычке ходил в свой рабочий кабинет с утра и заседал до обеда, но уже не привлекался к административным обязанностям. Всего он сменил три рабочих кабинета. Пенсионер Фэрбэнк мог проявить свою эксцентричность, расхаживая по университету в красной клетчатой рубашке и бейсболке, что делало его «похожим на лесоруба из Мэна». В начале 1985 года у Джона Кинга случился очередной сердечный приступ, не опасный для жизни, но потребовавший госпитализации, о чём его жена Вильма сообщала в Пекин вдове Лян Сычэна Линь Чжу. По совету медиков, реабилитацию Фэрбэнк проходил в сухом климате Аризоны; выздоровление затянулось до июня. Январь 1988 года супруги Фэрбэнк провели в Гватемале в тёплом горном климате. В мае 1988 года Джон Фэрбэнк председательствовал на ежегодном съезде Ассоциации азиатских исследований в Бостоне; 80-летний учёный готовился писать очередную книгу, поскольку хотел переосмыслить давнюю теоретическую ошибку. Экстенсивный экономический прирост и последовавший за ним рост городского населения в XIX веке Фэрбэнк неправомерно воспринял как внешние признаки структурных изменений. Работа продолжалась на зимних каникулах в Аризоне в январе — марте 1989 года. Летнюю жару супруги переживали на даче в Нью-Хэмпшире, где Вильма Фэрбэнк приступила к написанию двойной биографии Лян Сычэна и Линь Хуэйинь. В мае 1990 года Фэрбэнк в третий раз стал дедом — у его дочери Холли родился сын. В мае 1991 года Фэрбэнку была диагностирована серьёзная аритмия; даже на больничной койке Джон Кинг продолжал работать над рукописью, вносил правки и принимал гостей и коллег; выезжать за пределы города ему запретили. Рукопись книги «Китай: новый взгляд на историю» (China: A New History) была доставлена в Издательство Гарвардского университета утром 12 сентября 1991 года. Вильма Фэрбэнк писала Линь Чжу, что после этого Джон сказал, что выполнил свою миссию и может уйти из жизни. После обеда его постиг сильнейший сердечный приступ. На машине скорой помощи 84-летний учёный был доставлен в больницу, где и скончался через два дня.
Вильма Фэрбэнк в 1994 году опубликовала биографию Лян Сычэна и Линь Хуэйинь на английском языке. Её переписка с Линь Чжу длилась до 1997 года, когда Вильму поразила болезнь Альцгеймера. Она скончалась в кембриджском доме в 2002 году.

## Научная деятельность
Научная продуктивность Фэрбэнка была исключительно велика в течение всей жизни. По состоянию на 1989 год, Джон Кинг Фэрбэнк опубликовал 44 монографии и учебника (многие в соавторстве), был редактором-составителем 18 коллективных монографий и сборников конференций, автором 52 предисловий к монографиям, издаваемым Центром восточноазиатских исследований, выпустил 187 научных статей (и ещё 18 в соавторстве) и 160 рецензий; не считая газетных интервью и выступлений в прессе.

### Историко-политические взгляды Фэрбэнка

#### Общие положения
В работах Фэрбэнка проявила себя противоречивость той эпохи, в которую он жил и работал. Декларируя несостоятельность европоцентристского подхода к изучению китайской цивилизации, Фэрбэнк при этом связывал несостоятельность модернизации Китая с его национальной идеологией, полагая, что демократия, власть закона и рыночная экономика — это универсальные ценности и единый путь развития человечества. Скептически относясь к «абстракциям высшего уровня», Фэрбэнк последовательно проводил принципы «социо-исторического анализа», который сочетал осмысление китайской истории в категориях политики, экономики и социологии, но рассматривал последние только как средство группировки фактов. Скептицизм его выражался в том, что Фэрбэнк считал историю человечества слишком большой и разнообразной для того, чтобы её можно было истолковать в русле единой универсальной схемы. Вдобавок, он считал, что социологические концепции основаны на специфическом западном опыте и едва ли могут быть применены к материалу Восточной Азии.

#### Формирование взглядов
Одним из постоянных предметов интереса Фэрбэнка была роль центральноазиатских кочевников в истории Китая. Вероятно, это было следствием знакомства с Оуэном Латтимором, который в 1932 году опубликовал монографию «Маньчжурия, колыбель конфликта». Латтимор был первым западным учёным, который решительно отказался от противопоставления «высокой» китайской цивилизации и «периферийных» тюрко-монголо-маньчжурских общностей, утверждая, что истоки китайской оседлой культуры и кочевых культур Монголии едины, а различия проистекали от адаптации к разным экологическим нишам. Таким образом Фэрбэнк пришёл к необходимости изучения взглядов самих китайцев на вторжение Запада. Первые публикации Фэрбэнка 1939—1941 годов (в соавторстве с китайским учёным Дэн Сыюем) были посвящены изучению даннической системы династии Цин. Если для всех обществ, окружающих Китай, система дани укрепляла престиж двух сторон, то перенос маньчжурами тех же представлений на западных послов унижало их. Первым открытием Фэрбэнка стало то, что размывание традиционных представлений о месте Китая в мире произошло не от вторжения европейцев (португальцы отвергли статус «данников» ещё в 1500-е годы), а от бурного роста китайской торговли в Юго-Восточной Азии. Здесь же впервые проявилась излюбленная схема Фэрбэнка, который конфуцианские институты рассматривал как одновременно основу китайской системы и препятствие для модернизации Китая. В случае с конфуцианскими учёными-чиновниками оказалось, что они эмоционально и интеллектуально не могли переключиться от даннических отношений к равноправной торговле. В тот период он использовал понятие «политической патологии» и заявил, что их изучение столь же важно, как для медиков изучение физических патологий необходимо для изыскания путей лечения.

#### Либерализм и китайский коммунизм
Согласно Линь Сяоцин, культурный дуализм определял воззрения Фэрбэнка, когда он переключился на осознание текущей политики Китая в 1940-е годы. Если столетием ранее создание Шанхайской морской таможни оказалось неожиданностью как для британцев, так и для цинских властей; то и для гоминьдановцев, и для коммунистов современность оказалась «принятием западной науки на службу восточного деспотизма»: и те, и те желали сделать Китай современным, но их жажда модернизации всецело определялась традицией. Гоминьдановский режим Фэрбэнк оценивал невысоко ещё в начале 1930-х годов, поскольку в кругу его общения война Гоминьдана и Компартии осуждалась. Он считал, что модернизация должна проводиться современными политическими институтами, проводниками которой должна быть политическая партия западного образца; Гоминьдан в этом плане был ближе к идеалу, чем Компартия Китая. Фэрбэнк надеялся, что индивидуализм и верховенство закона смогут быть задействованы в рамках традиционного политического авторитарного стиля управления и в конце концов переродят систему. Общаясь с Агнес Смедли в 1934 году, Фэрбэнк категорически отрицал приемлемость марксизма для Китая, «поскольку в стране отсутствует пролетариат и нет никого, кто смог бы применить эту идеологию на практике, даже среди коммунистов». Он также опасался, что приемлемой для Чан Кайши альтернативой станет фашизм, который Фэрбэнк понимал как «политическую диктатуру в интересах частной собственности», и эти опасения лишь усилились в 1943 году, когда исследователь вновь вернулся в Китай.
Либеральные взгляды Фэрбэнка подверглись большим испытаниям в 1940-е годы, когда он был вынужден решать для себя следующую дилемму: Гоминьдан, представлявший прогрессивные силы модернизации в Китае, стремительно утрачивал народную поддержку и был бессилен проводить реформы, тогда как коммунисты успешно реализовывали именно те части программы националистов, которые те не могли реализовать, включая некоторые элементы демократии и современной правовой системы. Гоминьдан оказался основан на старом конфуцианском принципе меритократии, в рамках которого к власти допускался ограниченный круг учёных; именно это было для Фэрбэнка главной причиной его поражения, а не неэффективное управление и коррупция. При этом как либерал он утверждал, что режим не может быть «современным» и одновременно консервативным и авторитарным. Таким образом, по мысли Фэрбэнка, Гоминьдан расколот между модернизированным меньшинством и традиционалистским большинством, причём американская военная и экономическая помощь укрепляет авторитарные тенденции и власть консерваторов. Впрочем, в выпущенной Госдепартаментом летом 1949 года Белой книге Китай был назван не способным создать «сильное, свободное и демократическое общество» собственными силами.
Приход к власти коммунистов Фэрбэнк попытался осмыслить в категориях смены китайских династий, считая коммунистов теснее связанными с китайской традицией. Он утверждал, что любая новая династия, придя к власти, была вынуждена добиваться поддержки со стороны крестьянства (налогоплательщиков) и конфуцианских учёных (единственного источника грамотных управленческих кадров). В Китае середины XX века произошёл раскол: США поддерживали Гоминьдан — партию чиновников, тогда как коммунисты полностью мобилизовали китайское крестьянство. Госдепартаменту он советовал поддерживать любой китайский режим, который обладает реальной властью и способствует модернизации страны, исходя из того, что это естественный процесс. Однако Фэрбэнка категорически не устраивала китайская марксистская историография, которая рассматривала китайское прошлое как «феодальное и полуколониальное», ибо фактически это оправдывало империализм, без которого семена марксизма не могли бы пасть в китайскую почву. В 1950-е годы Фэрбэнк опубликовал много коллективных трудов и монографий своих аспирантов, посвящённых разным вопросам недалёкого прошлого Китая. Большое возмущение у советских и китайских критиков вызвала монография Мэри Райт «Реставрация Тунчжи — последняя опора китайского консерватизма», в которой аспирантка Фэрбэнка доказывала, что именно конфуцианство препятствовало модернизации Китая. Бенджамин Шварц выступил соавтором и соредактором Фэрбэнка в труде «Документальная история китайского коммунизма» (1952), которым они популяризировали на Западе понятия «маоизм» и «китаизация марксизма». Годом позже Фэрбэнк выпустил свою монографию «Торговля и дипломатия на китайском побережье: открытие договорных портов 1842—1854 годов», основанную на материалах своей докторской диссертации. Здесь он попытался популяризировать понятие «синархия» для описания взаимовыгодных отношений между Китаем и Западом через морскую торговлю. Эта концепция позволяла описать совместную деятельность китайцев, маньчжуров, европейцев и американцев в создании взаимовыгодной системы договоров, основанных на традиционных китайских методах обращения с иностранцами. Кроме того, в 1954 году Фэрбэнк и Дэн Сыюй перевели сборник документов «Китайский ответ Западу» (65 текстов от 1839 по 1923 год). В предисловии Фэрбэнк писал, что понятия «вызова и ответа» неточны, более того, «влияние Запада» появилось именно в силу того, что имела место некая активность, которую можно назвать «китайским ответом». Книга была посвящена не защитным механизмам традиции от западного вмешательства, а, напротив, тому, как три поколения китайских учёных-чиновников пытались осваивать и применять западные идеи.

#### Традиционное общество и модернизация
Подобно большинству синологов его поколения, Фэрбэнк много сил потратил на изучение китайского традиционного общества. Хотя он использовал этот термин, но полагал его аморфным и определял развитый социум имперского Китая как «аграрно-бюрократическое общество». Свои теоретические наработки 1960—1980-х годов, в первую очередь выраженные в проекте «Кембриджской истории Китая», Фэрбэнк обозначил как «Великую китайскую революцию 1800—1985 годов», обращая внимание на качественные различия перехода к модерну на Западе и в Китае. В Европе индустриальная технология, новые формы экономического уклада и политического устройства — есть результат естественного развития исторически сложившихся автохтонных культур. Модернизация восточноазиатских обществ требовала заимствования ценностей, сформировавшихся на иной культурной почве; именно этим объясняются медленность преобразования китайского общества и потрясения, которые сопутствовали трансформациям. Китайская цивилизация оказалась неподготовленной к восприятию требований «современного мира».
Ученик Фэрбэнка Джозеф Эшерик в 1972 году попытался сформулировать левую критику концепции своего учителя в терминологии его парадигмы «ответа Западу». Во всех модификациях взглядов Фэрбэнка Запад ставил перед китайской цивилизацией задачу сохранения суверенитета (в самом широком смысле) от «экономических, политических и военных поползновений империализма». Естественной казалась экономическая и политическая модернизация по западным лекалам:

Единственная трудность заключалась в том, что всё было обречено самим империализмом. <…> Если в японском случае модель «успеха» предполагает копирование западной системы финансового капитализма и экономического и военного империализма, то случай Китая демонстрирует, что любая попытка нации-«жертвы» сотрудничать или хотя бы сосуществовать с агрессором обречена на провал. Империализм исключает для своих жертв сценарий буржуазно-демократического развития. Однако для Китая процесс борьбы с экономическими, политическими, социальными и психологическими последствиями империалистической агрессии стал основой самостоятельного устойчивого экономического и политического развития. Мы можем с уверенность заявить, что маоизм немыслим без империализма, а решение китайцев следовать по пути маоизма едва ли можно расценивать как «провальное».

### Полемика Джона Фэрбэнка и Льва Березного
В 1968 году советский историк Лев Абрамович Березный (1915—2005) выпустил монографию «Критика методологии американской буржуазной историографии Китая (проблемы общественного развития в XIX — первой половине XX вв.)». Работа не осталась незамеченной западными коллегами, которые восприняли её как «вульгарно-упрощённую», нацеленную «исключительно на решение далёких от исторической науки, конкретных сиюминутных политических задач». В своём исследовании советский китаевед обратил внимание на увлечённость Фэрбэнка концепцией модернизации, которая в 1960-е годы понималась как однонаправленный процесс, долженствующий привести весь мир к созданию «современного общества» западного типа, то есть капиталистического, соответственно, и общественное развитие Китая после 1840-х годов рассматривалось как процесс модернизации. Сам Фэрбэнк подчёркивал, что ни в коем случае нельзя ставить знак равенства между процессами вестернизации и модернизации, в чём его нередко упрекали. Основная тенденция общественного развития, как это описывал и Березный, заключалась в «разрыве» с прошлым, в переходе от «традиционного общества» к «современному обществу». Л. Березный подчёркивал, что Фэрбэнк совершает ошибку, пытаясь совместить представления об особой восточноазиатской цивилизации (объединяющей традиционные Китай и Японию) с теорией единого модернизационного процесса, в русле которого происходит трансформация совершенно разных обществ — феодального японского и аграрно-бюрократического китайского. Концепциям Фэрбэнка было уделено много места в заключительной главе монографии Берёзного «Схема общественного развития». Книга привлекла внимание американских исследователей, и в 1969 году был подготовлен её 35-страничный дайджест, для которого Фэрбэнк написал предисловие. Далее возникла уникальная для советской историографии ситуация, когда редакция журнала «Народы Азии и Африки» в 1971 году опубликовала предисловие в русском переводе, сопроводив его ответной статьёй Л. А. Березного.

Лев Абрамович Березный

Фэрбэнк характеризовал монографию Березного как «подробную и систематическую критику в советском духе», особо отметив число ссылок на американскую научную продукцию — 1008, причём примерно треть из них приходилась на труды самого Фэрбэнка. Главной претензией американского учёного к советскому является идеологическая ангажированность, поскольку, критикуя «буржуазных» авторов, Л. Березный «не выдвигает никаких последовательных аргументов в поддержку советского взгляда на историю Китая», то есть «перед нами политический трактат, а не труд историка». Не удержался Фэрбэнк и от сожаления, что «Советы не способны понять, как живут и изучают историю в США», поэтому «всякое обсуждение этого вопроса представляется бесполезным». Важнейшим достоинством работы Березного в этом контексте называется «откровенное и умеренное изложение материала, без ругани», когда автор стремится объяснить, в чём именно не правы его оппоненты. Завершалось предисловие следующей сентенцией:

…Всякая идея появляется в данный момент только в уме одного индивида, …науку продвигают вперёд отдельные мыслящие индивиды, а не группы, направления или партии. Неужели можно утверждать, что те отдельные американские историки Китая, исходящие из принципа, как это представляется, либеральной свободы мысли, на самом деле мыслят стадно и являются простофилями, одураченными окружающими их условиями действительности? По-моему, последнее весьма спорно, и речь здесь может идти только о степени влияния. Всегда можно добиться большего приближения к исторической объективности. Эта возможность у нас ещё впереди.
В своём ответе Л. А. Березный также обвинил своего американского коллегу в идеологической ангажированности и сообщил, что советские учёные полемизируют с «буржуазными» не из-за неприятия марксистских взглядов, а лишь «в той мере, в какой выводы не соответствуют фактам истории». Более того, советские китаеведы сосредоточены на тех «позитивных тенденциях, которые можно обнаружить в американском китаеведении». Фэрбэнк также обвинялся в том, что не понял характера работы, поскольку в его переводе из названия выпало слово «методология», анализу которой была посвящена монография. Анализ методологии требовал применения дедуктивного метода, применение которого позитивист Фэрбэнк принципиально отвергал. Далее Л. А. Березный повторил советские идеологемы об отсутствии «надклассовой исторической науки» и достоинствах марксистско-ленинской методологии исследования. Ленинградский синолог отметил, что Фэрбэнк проигнорировал страницы его труда, посвящённые социальному заказу, в условиях которого «фонды Форда, Рокфеллера и др. … определяют политическую
и идейную направленность исследований». Его сильное раздражение вызвало также применение Фэрбэнком двойных стандартов:

Когда в советской литературе утверждается марксистско-ленинское понимание истории, это, по Д. Фэйрбэнку, не наука, а «политический трактат». Когда же Д. Фэйрбэнк проповедует «некоммунистическое объяснение социального процесса», это будто бы никакого отношения к политике не имеет, а отражает стремление учёного к «исторической объективности».
Личная встреча учёных произошла в 1972 году; Фэрбэнк назвал Березного «безобидным в личном плане философом», хотя «практики из московского Института Дальнего Востока смеялись над его чрезмерной теоретизированностью». Фэрбэнк коснулся полемики с Л. А. Березным в своих мемуарах, опубликованных в 1982 году. Согласно его мнению, главный пафос советского оппонента сводился к тому, что все американские историки являются «апологетами капиталистического империализма» и не замечают националистического подтекста деятельности Мао. «Некоторые критические соображения Березного заслуживают размышления. Во всяком случае, он отдаёт нам дань уважения тем, что рассматривает наши заблуждения как следствие ошибочных идей, а не низкого заговора». После смерти Фэрбэнка Березный несколько раз возвращался к оценкам его наследия и рецензировал переиздания его трудов. В 2001 году он признал, что «довольно много писал (к сожалению, с изрядной долей идеологических штампов, присущих советской историографии) о научном творчестве американского учёного, о позитивном значении ряда его концептуальных выводов, его стремлении глубже проникнуть в суть исторического процесса».

### Отношение в Китае
В 1960-е годы публикации Джона Фэрбэнка и его личность подвергались массированной критике на Тайване, что было связано в первую очередь с политическими, а не научными мотивами. Так, в трёхтомной коллективной монографии под редакцией Чжоу Чжимина (1968—1969) активно использовались материалы маккартистских расследований против Фэрбэнка и утверждалось, что Институт тихоокеанских отношений, с которым сотрудничал Фэрбэнк в 1950-е годы, «служил делу мирового коммунизма» и был направлен против интересов как Тайваня, так и Америки. Открытым текстом объявлялось, что данный институт являлся результатом сговора между Советским Союзом, китайскими коммунистами и американскими левыми научными кругами. В монографии были напечатаны аннотированные переводы показаний Фэрбэнка в Комитете Сената США по внутренней безопасности. Главы, посвящённые миссии Маршалла в 1943 году, содержали ещё более яркие обвинения: якобы США требовали от Чан Кайши создания коалиционного правительства с коммунистами, шантажируя главу Китая предоставлением экономической и военной помощи. Фэрбэнк именовался главным советником как Маршалла, так и президента Трумэна, а также главным сторонником китайских коммунистов. Даже грантовая поддержка, оказываемая Фэрбэнком своим тайваньским коллегам, истолковывалась как стремление подкупить «соглашателей» и вывезти ценные документальные источники в США. В связи с приглашением Фэрбэнка экспертом Конгресса США на слушаниях по войне во Вьетнаме, в 1966 году — ещё до начала «культурной революции» на материке — была оперативно издана книга «Фэрбэнк и Мао» (费正清与毛共). Это была тенденциозная подборка переводов из статей Фэрбэнка, которая должна была «доказать» его симпатии к коммунистам. В выводной части книги объявлялось, что «Фэрбэнк более двадцати лет активно помогал коммунистам Мао в противостоянии китайскому народу». Леонард Гордон и Чжан Сюйсин, обобщая тайваньскую критику Фэрбэнка, сводили её в основном к тезисам об оправдании американским учёным империализма и «стремления сохранить китайскую отсталость». Ли Дунфан оказался самым жестоким из критиков, заявив, что «Фэрбэнк неграмотен как историк» (поскольку не приемлет теоретизирования) и не в состоянии пользоваться китайскими источниками на языке оригинала. Причина, по которой именно Фэрбэнк, не состоявший на госслужбе после 1946 года, а не президент США или кто-либо из сенаторов, сделался для тайваньских критиков негативным символом американской политики, осталась для исследователей непонятной.
В современной китайской историографии сложилась чрезвычайно высокая оценка наследия Фэрбэнка; основные его труды переведены на китайский язык. Например, в редакционной статье газеты «Чунцин жибао», посвящённой китайскому изданию воспоминаний исследователя, он именуется «Императором — основателем династии в китаеведении» (中国研究的„开国皇帝“). В статье доцента Фуцзяньского педагогического университета Чэнь Юя подчёркивается, что мышление Фэрбэнка-китаиста формировалось под воздействием традиционного конфуцианского миропонимания, что определило его интерес к глубинным стабильным культурным факторам, которые определяли политические, военные и экономические проблемы Китая. Однако американский прагматизм и протестантское воспитание учёного заставляли его постоянно размышлять о корнях противоречий и конфликтов в мире. Признаётся также огромный вклад Фэрбэнка в налаживание взаимопонимания между Китаем и Соединёнными Штатами и то, что он воспитал целое поколение синологов. Профессор Гонконгского университета Сюй Гоци также именовал Фэрбэнка «отцом-основателем» американского китаеведения, выделяя в его наследии три основных блока: академический, научно-организационный и политический.
В академическом плане он обратил внимание учёного сообщества на проблемы современного Китая и сделал Гарвардский университет центром их изучения. Корпус его работ включал три блока: во-первых, статьи и монографии по американо-китайским отношениям после 1840-х годов; во-вторых, научно-просветительские работы и учебники; в-третьих — справочно-библиографические работы. В академическом плане Фэрбэнк исходил из прагматических целей — помочь руководству и обычным образованным гражданам США понять китайцев и их страну; в этом плане он не терпел теоретических схем, которые, согласно его мнению, могли исказить наблюдаемые факты и определить предвзятое отношение. В плане воздействия Фэрбэнка на налаживание китайско-американских отношений Сюй Гоци использовал метафору: «не упомянуть Фэрбэнка, говоря о китаеведении, всё равно, что говорить о Китайской Народной Республике и игнорировать Мао Цзэдуна». Он очень высоко оценивал усилия Фэрбэнка переключить внимание американского правительства с гоминьдановского режима на китайских коммунистов, а далее его призывы к немедленному дипломатическому признанию КНР. Сюй Гоци также высоко оценивал достоинства Фэрбэнка как «академического предпринимателя», который не только воспитывал учеников, но и создавал для них рабочие места и способствовал процветанию основанного им Центра восточноазиатских исследований.

### «Кембриджская история Китая»
Анонсированный в 1966 году проект сводной истории Китая предполагал издание пятнадцати томов, изложение в которых начиналось от начала империи, то есть III века до н. э. Фэрбэнк настаивал, что формат издания должен сочетать строгий академический подход (когда признанные специалисты не только сводят воедино существующие историографические достижения, но и предлагают оригинальные исследования по темам и периодам, которым до сих пор не уделялось должного внимания) и доступность для обычного читателя. Научный аппарат включал ссылки, подробные библиографии и иероглифические указатели. Первым вышел в свет десятый том, посвящённый эпохе Поздней Цин, за которым последовали описания ранней Республики, созданные под личным наблюдением Фэрбэнка; ему принадлежали некоторые главы. В своей обычной манере Фэрбэнк объявил китайский XIX век двойственным: одновременно открывающим для страны будущее, «но всё ещё погружённым в прошлое». Естественно, что столь глобальный проект не мог не вызвать критики. Так, политолог Томас Мецгер считал выпуск десятого тома в 1978 году «преждевременным», так как «научное качество хорошо настолько, насколько позволяет текущий уровень знаний», но слишком много первичных источников оставалось на тот момент неизученными. Главную проблему Мецгер усматривал в концепции Фэрбэнка, которую именовал «гегелевской»; вдобавок сами китайские историки оказались не в состоянии осуществить междисциплинарного синтеза. Мецгер считал неверным описание цинского общества XIX века как «упадочного», но если это и так, то предлагаемый том «Кембриджской истории» не разъяснял социокультурных причин господства конфуцианской ортодоксии. Фэрбэнк критиковался за свою гипотезу «разбалансировки» цинского общества под воздействием коммерциализации экономики и утверждение, что до 1800 года международная торговля не оказывала существенного влияния на экономику Китая. Критиковался Фэрбэнк из-за некритического использования своих ранних работ, когда описывал внешнюю политику Цинской державы как «центристскую» по отношению ко всем внешним сторонам, игнорируя то, что отношения с Россией со времён императора Канси выстраивались на равноправной основе. В то же время Мецгер приходит к следующему выводу:

Данные интерпретации представляют собой сегодняшнюю ортодоксальную традицию. Истинна она или нет, но она заключает величайший вклад Джона К. Фэрбэнка в синологическую историографию.
Джонатан Спенс отмечал, что важной особенностью десятого тома «Кембриджской истории» был «отрыв» от традиционной тематики цинских исследований: дипломатической истории и миссионерской проповеди в Китае, но, с другой стороны, именно главы, посвящённые данной проблематике (в том числе написанные Фэрбэнком), оказались и наиболее солидными в плане источников и методологии. В целом материалы коллективной монографии однозначно рекомендованы Д. Спенсом как для специалистов, так и для первоначального ознакомления с предметом, хотя и выражается досада, что редактору не удалось синтезировать достижения разных авторов этого тома и сделать его уровень «ровным». «Незаконченность» десятого тома отмечали и другие рецензенты, она была компенсирована выпуском одиннадцатого тома, в котором Фэрбэнку принадлежало только предисловие.
Фэрбэнк принимал личное участие и в четырнадцатом томе, посвящённом развитию Китайской Народной Республики до начала «культурной революции». Деннис Вудворд высоко оценил вводную главу его авторства, посвящённую идее единства китайской истории, в том числе и в век глубоких революционных преобразований. Качество издания было признано высоким, а саму «Кембриджскую историю» рецензент рекомендовал как важное пособие для студентов и учёных. Витольд Родзинский, однако, назвал эту главу «многословной», поскольку в ней повторялись лейтмотивы прежних работ Фэрбэнка: «попытка интерпретировать и понять китайскую революцию в западной терминологии, без должного внимания к сугубо китайским факторам, обречена на провал». Более того, главный редактор «Кембриджской истории» прямо заявил, что понятия «феодализма», «капитализма» и «социализма» не имеют для Китая строгих социально-экономических аналогий. Польский китаевед укорял Фэрбэнка в непонимании событий Северного похода, когда тот называл последовательное уничтожение общественных организаций Гоминьданом «необъяснимым». В. Родзинский отмечал, что «столь многообещающие институты» (профсоюзы и крестьянские союзы) были детищем коммунистов, совершенно нетерпимым для чанкайшистов. Сомнительным названо и утверждение Фэрбэнка, что «отныне мы знаем о КНР больше, чем о любом предшествующем периоде китайской истории».
Исследовательская парадигма, положенная Фэрбэнком в основу «Кембриджской истории Китая», в 1986 году была изложена в популярной книге «Великая китайская революция 1800—1985». Она была лишена научного аппарата, а все ссылки на факты, события и интерпретации были даны исключительно на «Кембриджскую историю Китая».

### «Китаем связанный»
В 1982 году в свет вышли мемуары Фэрбэнка «Китаем связанный» (англ. Chinabound). Фактологическая база в основном охватывала полвека от 1929 по 1979 год. По словам рецензента — Леонарда Гордона, книга Фэрбэнка, в общем, держала «баланс между смирением и хвастовством». Основное содержание сводилось к выработке главных авторских концепций и обстоятельств, при которых они возникли. Мартин Уилбур добавлял, что в этой книге «Фэрбэнк предстал в первую очередь историком, влюблённым в свои документы», и хвалил его за то, что автор не использовал для китайских имён и названий пиньиня, что было бы «ужасным анахронизмом» для описываемых реалий. В жизни Фэрбэнка было немало неприятностей, вызванных китайскими и американскими властями, недругами из числа политиков и коллег, последние годы его были ознаменованы ожесточёнными атаками критиков в Китае и на Тайване. Тем не менее «Фэрбэнк… откровенен в своих оценках, но никогда не мстит». Его книга — это наказ последующим поколениям китаеведов: «трудитесь и ещё больше трудитесь понять Китай. (А чего ещё вы ожидали?)».
Пережив ожесточённые атаки в период маккартизма (своей самозащите автор посвятил целую главу), Фэрбэнк вернулся к осмыслению своей политической позиции. Формулировал он её парадоксально: «Я считал коммунизм „плохим“ для Америки, но „хорошим“ для Китая, и убеждён, что это истина». Фэрбэнк перечислил практически все обзоры и статьи, написанные для «The New York Times» и «The New York Review of Books», статьи в «The New Republic» и «Atlantic», выступления на радио и телевидении, выдававшие изменения его отношения к происходящим событиям. Он не скрывал нелюбви к политике Гоминьдана 1940-х годов, одобрения Чжоу Эньлая и его окружения, скорбел по проигрышу Чан Кайши во время гражданской войны, возмущался «культурной революцией» и явно видел реформы Дэн Сяопина в «радужном свете». Мартин Уилбур выделял и стремление Фэрбэнка максимально вовлекать себя во все происходящие события и его постоянную убеждённость в необходимости сближения Америки и Китая.

### «Китай: Новый взгляд на историю»
Последняя обобщающая книга Фэрбэнка вышла посмертно, и несколько раз переиздавалась под редакцией и с предисловием Мерл Голдман. Книга вызвала большой интерес западных и российских рецензентов. Ричард Смит отмечал, что само название обобщающего труда Фэрбэнка удачно, и книга вместила все достоинства учёного: широту взгляда, рассмотрение китайской цивилизации в межкультурном контексте и в долгосрочной исторической перспективе, а также глубокое владение источниками и непрестанно расширяющимся историографическим материалом. В интеллектуальном отношении книга продолжала его предыдущие работы, выказывая его излюбленную тематику об эволюции социальной и политической организации Китая, с упором в административную систему, социоэкономические проблемы и политическую культуру. Отмечал Р. Смит и присущий Фэрбэнку редукционизм, когда после прочтения книги может создаться впечатление, что «прошлое Китая служит простой прелюдией к настоящему»: половина объёма 432-страничной книги посвящена XX веку. Главной авторской задачей было переосмыслить некоторые свои позиции, что выражалось и в отсутствии «сентиментальной синофилии». Равным образом Фэрбэнк попытался вписать исторический опыт Китая в мировой контекст, показывая одновременную похожесть и непохожесть опыта этой цивилизации на Европу и Америку. Фэрбэнк исходит из того, что и конфуцианские учёные-чиновники прошлого, и коммунистические ганьбу современности рассматривали Китай как единое целое и как унитарное государство; то есть эта страна может хвалиться самой древней в мире традицией «успешной автократии». Она по-своему очень продуктивна и успешна, в том числе в противодействии модернизации. Ричард Смит отмечал, что Фэрбэнк не предложил рабочего определения этому понятию, хотя «явно считает модернизацию очень хорошей вещью».
Я. Бергер также назвал книгу Фэрбэнка «венцом шести десятилетий поистине
титанического труда» и «в высшей степени концептуальной работой», в которой поражает его способность корректировать свою точку зрения на глубинные факторы исторического процесса. Важнейшим открытием Фэрбэнка является то, что в Китае, несмотря на западные влияния, мало что меняется
по существу, многие традиционные институты лишь перелицовываются, регенерируют под иными вывесками. Это демонстрируется на объёмном историческом материале. Автор предложил собственную периодизацию истории Китая, которую поделил на четыре неравных по временной протяжённости и занимаемому месту в книге этапа:
1. от палеолита до XVI века: возвышение и упадок имперской автократии;
2. XVII—XIX века: конец существования императорского Китая;
3. Китайская республика;
4. Китайская Народная Республика.

Основное внимание автора приковано к новому и новейшему времени, причём некоторые вопросы рассмотрены глубоко и оригинально. Один из самых болезненных вопросов истории Китая сводится к причинам отсталости, который Фэрбэнком решается диалектически: достигнутое в Средневековье превосходство над Европой впоследствии стало источником отсталости и тормозом развития. Фэрбэнк считает вершиной развития традиционной китайской цивилизации эпоху Сун, что выводится из роста населения и урбанизма, сельской промышленности и торговли, изобретения книгопечатания, которое повлекло бурный рост образования, совершенствование экзаменационной системы, становление неоконфуцианства и формирование «общества шэньши». Это поразительно сочеталось с тем, что в апогее своего развития Китай был разгромлен и подчинён завоевателями из внутренних регионов Азии, причём процесс завоевания растянулся на три с половиной столетия. Фэрбэнк утверждал, что одной из важнейших причин иноплеменного завоевания стал «разумный пацифизм», свойственный конфуцианской идеологии и превратившийся в презрение гражданских чиновников к военным в реальной политике. Пришельцы стали интегральной частью китайской политической системы, укрепив традиционный политический контроль. В эпоху Мин блестяще начавшаяся морская экспансия была подавлена неоконфуцианскими чиновниками, и цивилизация Китая перешла на рельсы антикоммерциализации и ксенофобии. Цинскую эпоху Фэрбэнк описывал как завершение сунской высокой цивилизации, когда некитайские механизмы военного контроля вошли в симбиоз с конфуцианской социально-политической системой. Однако если Европа эпохи Просвещения перешла в совершенно новую фазу своего развития, то Китай оставался в пределах старой «матрицы имперской автократии и общества шэньши», что помешало установлению равноправных отношений. Китай оставался пассивным, когда агрессивный Запад приступил к покорению мира. Вдобавок, по мысли Фэрбэнка, в эпохи Мин и Цин экономический рост сопровождался политическим распадом, когда государство осуществляло всеобъемлющий контроль над обществом и государством лишь в теории, ибо не вторгалось на локальный уровень. Это и есть парадокс «роста без развития»: торговля в Китае не создала условий для индустриализации, способной стимулировать рост науки, техники, промышленности, транспорта, связи, социальных изменений. По мысли Фэрбэнка, доиндустриальные общества Китая и Европы глубоко несхожи, поэтому запоздалая модернизация оказалась губительной для империи Цин. Западное образование, христианские миссии, иностранные инвестиции были прогрессивными с западной точки зрения, а с китайской они подрывали основы традиционной цивилизации и образа жизни. Ответ на вызов иностранного вторжения в XX веке мог быть только в форме смены власти. Фактически Синьхайская революция завершила процесс, начавшийся в эпоху Мин, — коммерциализацию аграрно-бюрократической структуры, но не смогла обеспечить поступательного развития. Хотя была заимствована идея нации-государства, поиски нового единства велись в традиционных формах, которые предполагали государственную автократию.
Л. Березный в отзыве на переиздание 1998 года признавал, что подход Фэрбэнка был «плодотворным», так как автор, «не испытывая симпатий к коммунистическим идеям и компартии Китая, отдавая в принципе предпочтение эволюционным, а не революционным формам решения исторически назревших проблем, тем не менее признавал историческую обусловленность китайской революции и неизбежность прихода КПК к власти в 1949 году». Переиздание книги 1998 года, дополненное главой М. Голдман, явилось своего рода «ответом» на острую критику «парадигмы революции» в изучении Компартии Китая и современной истории Китая, основанной Фэрбэнком. В главе, написанной М. Голдман, подтверждалось предположение Фэрбэнка о том, что революционные изменения в Китае были частью общего процесса модернизации, но в 1990-е годы «партия-государство» впервые смогла обратить внимание на реальные нужды своего населения.

## Важнейшие публикации с указанием рецензий

### Монографии и мемуары
- The origin of the Chinese Maritime Customs Service, 1850-58 : DPhil thesis. — University of Oxford, 1936. — v, 859 p.
- Trade and Diplomacy on the China Coast: The Opening of the Treaty Ports, 1842—1854. 2 vols. — Cambridge, MA : Harvard University Press, 1953. — 489, 88 p. — (Harvard Historical Studies. Publ. under the Dir. of the Department of History, vol. 62—63).
Lach D. F. [Reviewed Work: Trade and Diplomacy on the China Coast: The Opening of the Treaty Ports, 1842—1854 by John King Fairbank] // The American Historical Review. — 1954. — Vol. 60, no. 1. — P. 110—112. — JSTOR 1842790.
Remer C. F. [Reviewed Work: Trade and Diplomacy on the China Coast: The Opening of the Treaty Ports, 1842—1854 by John King Fairbank] // The Annals of the American Academy of Political and Social Science. — 1954. — Vol. 294. — P. 158—159. — JSTOR 1029241.
Lingard C. C. [Reviewed Works: Trade and Diplomacy on the China Coast: The Opening of the Treaty Ports, 1842—1854 by John King Fairbank; China’s Response to the West: A Documentary Survey, 1839—1923 by Ssu-yü Teng, John K. Fairbank] // International Journal. — 1955. — Vol. 10, no. 2. — P. 150—153. — JSTOR 40198127.
- Fairbank J. K. Chinabound: A Fifty-Year Memoir. — New York : Harper and Row, 1982. — xiv, 480 p. — ISBN 0-06-039005-0.
Gordon L. H. D. [Reviewed Work: Chinabound: A Fifty-Year Memoir by John King Fairbank] // The Journal of Asian Studies[англ.]. — 1983. — Vol. 42, no. 4. — P. 914—916.
Wilbur C. M. [Review: J. K. Fairbank: A Fifty-Year Memoir] // The China Quarterly. — 1982. — Vol. 92. — P. 714—719. — JSTOR 653688.
  - Fèi Zhèngqīng zhōngguó huíyìlù : Воспоминания Фэрбэнка о Китае; пер. Янь Ятин, Сюн Вэнься / Yán Yàtíng, Xióng Wénxiá yì. — Běijīng : Zhōngxìn chūbǎnshè, 2013. — 516 p. — Ориг.: 《费正清中国回忆录》阎亚婷,熊文霞译。北京:中信出版社. — ISBN 978-7-508-6406-00.
- The United States and China. — 4th, enl. ed. — Cambridge, MA : Harvard University Press, 1983. — XXVI, 632 p. — ISBN 0-674-92435-5.
Dai Poeliu. [Reviewed Work: The United States and China by John King Fairbank] // The American Journal of International Law. — 1948. — No. 4, № 42. — P. 969—971. — JSTOR 2193399.
Cefkin J. L. [Reviewed Work: The United States and China by John King Fairbank] // The Western Political Quarterly. — 1959. — Vol. 12, no. 3. — P. 844—845. — JSTOR 443885.
Ennis T. E. [Reviewed Work: The United States and China by John King Fairbank] // The Mississippi Valley Historical Review. — 1948. — Vol. 35, no. 3. — P. 529—530. — JSTOR 1897731.
Holbo P. S. [Reviewed Work: The United States and China by John King Fairbank] // Pacific Historical Review. — 1972. — Vol. 41, no. 2. — P. 257—258. — JSTOR 3638352.
Quigley H. S. [Reviewed Work: The United States and China. by John King Fairbank] // The Far Eastern Quarterly. — 1949. — Vol. 8, no. 3. — P. 368—369. — JSTOR 2049363.
Rosinger L. K. [Reviewed Work: The United States and China by John King Fairbank] // The American Historical Review. — 1949. — Vol. 54, no. 2. — P. 364—365. — JSTOR 1845416.
Vevier C. [Reviewed Work: The United States and China by John King Fairbank] // Pacific Historical Review. — 1959. — Vol. 28, no. 3. — P. 315—317. — JSTOR 3636493.
- The Great Chinese Revolution 1800—1985. — New York : Harper & Row, 1986. — xi, 366 p. — ISBN 0-060-39057-3.
Barret D. P. [Reviewed Works: The Great Chinese Revolution, 1800—1985 by John King Fairbank; China Watch. by John King Fairbank] // Pacific Affairs. — 1988. — Vol. 61, no. 3. — P. 493—495. — JSTOR 2760468.
Dittmer L. [Reviewed Work: The Great Chinese Revolution: 1800—1985 by John King Fairbank] // The Wilson Quarterly. — 1987. — Vol. 11, no. 1. — P. 148—149. — JSTOR 40257132.
Kallgren J. K. [Reviewed Work: The Great Chinese Revolution 1800—1985 by John King Fairbank] // Political Science Quarterly. — 1987. — Vol. 102, no. 3. — P. 508—510. — JSTOR 2151410.
Lubot E. [Reviewed Work: The Great Chinese Revolution: 1800—1985 by John King Fairbank] // Journal of Asian History. — 1987. — Vol. 21, no. 2. — P. 204—205. — JSTOR 41930697.
Pruden G. B. [Reviewed Work: The Great Chinese Revolution: 1800—1985 by John King Fairbank] // Journal of Third World Studies. — 1991. — Vol. 8, no. 1. — P. 268—271. — JSTOR 45193327.
Rickett W. A. [Reviewed Work: The Great Chinese Revolution: 1800—1985 by John King Fairbank] // The Annals of the American Academy of Political and Social Science. — 1988. — Vol. 495. — P. 158—159. — JSTOR 1045895.
Wright T. [Reviewed Work: The Great Chinese Revolution, 1800—1985 by John King Fairbank] // The China Quarterly. — 1987. — No. 111. — P. 476—477. — JSTOR 653303.
  - Wěidàde zhōngguó gémìng : Великая китайская революция; пер. Лю Цзуньци / Fèi Zhèngqīng zhe; Liú Zūnqí yì. — Běijīng : Shìjiè zhīshì chūbǎnshè, 2000. — 10, 443 p. — (Fèi Zhèngqīng wénjí). — Ориг.: 《伟大的中国革命》费正清著 ; 刘尊棋译。北京: 世界知识出版社。443页 (费正清文集). — ISBN 7-501-21232-5.
- China Watch. — Cambridge, Mass. : Harvard University Press, 1987. — viii, 219 p. — ISBN 0674368428.
Clark C. W. [Reviewed Work: China Watch. by John King Fairbank] // The Journal of Politics. — 1988. — Vol. 50, no. 3. — P. 796—798. — JSTOR 2131476.
Iriye Akira. [Reviewed Work: China Watch by John King Fairbank] // The American Historical Review. — 1989. — Vol. 94, no. 4. — P. 1153—1154. — JSTOR 1906730.
Moody P. R. Watching Fairbank Watch China // The Review of Politics. — 1988. — Vol. 50, no. 3. — P. 505—508. — JSTOR 1407921.
Rubin C. [Reviewed Work: China Watch by John King Fairbank] // The Fletcher Forum. — 1988. — Vol. 12, no. 1. — P. 189—191. — JSTOR 45331293.
- China : A New History. — Cambridge, Mass. : Belknap Press of Harvard Univ. Press, 1992. — XVII, 519 p. — ISBN 0674116704.
Beahan C. L. [Reviewed Work: China: A New History by John King Fairbank] // The Historian. — 1993. — Vol. 55, no. 2. — P. 342—343. — JSTOR 24449536.
Moore R. I. [Reviewed Work: China: A New History by John King Fairbank] // Journal of the Royal Asiatic Society. — 1994. — Vol. 4, no. 2. — P. 303—304. — JSTOR 25182920.
Smith R. J. [Reviewed Work: China: A New History by John King Fairbank] // The American Historical Review. — 1993. — Vol. 98, no. 5. — P. 1660—1661. — JSTOR 2167194.
Бергер Я. М. Рец.: Дж. Фэйрбэнк. Китай: новый взгляд на историю Fairbank J. K. China: а new history // Проблемы Дальнего Востока. — 1993. — № 3. — С. 186—191.
Березный Л. А. Рец.: J. K. Fairbank, М. Goldman. China. A New History // Восток. Афро-азиатские общества: история и современность. — 2001. — № 2. — С. 205—209.

### Справочные издания, коллективные монографии и учебники в соавторстве
- Modern China; a Bibliographical Guide to Chinese Works, 1898—1937 / by John King Fairbank, Kwang-Ching Liu. — Cambridge, Mass. : Harvard University Press, 1950. — xvii, 608 p. — (Harvard-Yenching Institute Studies. vol. 1).
Swisher E. [Reviewed Work: Modern China: A Bibliographical Guide to Chinese Works, 1898—1937 by John King Fairbank, Kwang-ching Liu] // Pacific Historical Review. — 1950. — Vol. 19, no. 4. — P. 448—450. — JSTOR 3635847.
Thomas S. B. [Reviewed Work: Modern China: A Bibliographical Guide to Chinese Works, 1898—1937 by John K. Fairbank, Kwang-ching Liu] // Pacific Affairs. — 1950. — Vol. 23, no. 2. — P. 198—199. — JSTOR 2753599.
Biggerstaff K. [Reviewed Work: Modern China: A Bibliographical Guide to Chinese Works, 1898—1937 by John King Fairbank] // The Journal of Modern History. — 1951. — Vol. 23, no. 4. — P. 384. — JSTOR 1872822.
Wilhelm H. [Reviewed Work: Modern China: A Bibliographical Guide to Chinese Works, 1898—1937 by John King Fairbank, Kwang-ching Liu] // The Far Eastern Quarterly. — 1951. — Vol. 10, no. 4. — P. 383—385. — JSTOR 2049013.
- A Documentary History of Chinese Communism / by Conrad Brandt, Benjamin I. Schwartz, John King Fairbank. — Cambridge, Mass. : Harvard University Press, 1952. — 552 p. — (Russian Research Center Studies, 6).
Chesneaux J. [A documentary history of Chinese communism by Conrad Brandt, Benjamin Schwartz, John K. Fairbank] :  [фр.] // Revue Historique. — 1954. — Vol. 212, no. 1. — P. 144—145. — JSTOR 40948499.
Constantine L. [Reviewed Work: A Documentary History of Chinese Communism. by Conrad Brandt, Benjamin Schwartz, John K. Fairbank] // Pacific Affairs. — 1953. — Vol. 26, no. 2. — P. 167—169. — JSTOR 2753333.
Entwicklung Der Chinesischen Parteilinie :  [нем.] // Ost-Probleme. — 1953. — Vol. 5, no. 2. — P. 72—74. — JSTOR 44927197.
Franke W. [Büchbesprechung: A Documentary History of Chinese Communism by Conrad Brandt, Benjamin Schwartz, John K. Fairbank] :  [нем.] // Zeitschrift Der Deutschen Morgenländischen Gesellschaft. — 1954. — Bd. 104. — S. 301—302. — JSTOR 43368977.
Michael F. [Reviewed Work: A Documentary History of Chinese Communism. by Conrad Brandt, Benjamin Schwartz, John K. Fairbank] // The Far Eastern Quarterly. — 1953. — Vol. 12, no. 3. — P. 352—355. — JSTOR 2942159.
North R. C. [Reviewed Work: A Documentary History of Chinese Communism by Conrad Brandt, Benjamin Schwartz, John K. Fairbank] // The Annals of the American Academy of Political and Social Science. — 1953. — Vol. 286. — P. 239—240. — JSTOR 1030235.
Watnick M. Continuity and Innovation in Chinese Communism // World Politics. — 1953. — Vol. 6, no. 1. — P. 84—105. — JSTOR 2009080.
- China's response to the West : Prepared in cooperation with the International Secretariat of the Institute of Pacific Relations / Ssu-gu Teng, John K. Fairbank with E-tu Zen Sun, Chaoying Fang and others. — Cambridge, Mass. : Harvard University Press, 1954. — 296 p.
  - Chōngjí yǔ huíyīng: : Cóng lìshǐ wénxiàn kàn jìndài zhōngguó / Wénzì zuòzhě (měi) Fèi Zhèngqīng, Dèng Sìyǔ zhe; Chén Shǎoqīng yì. — Běijīng : Mínzhǔ yǔ jiànshè chūbǎn shè yǒuxiàn zérèn gōngsī, 2019. — 376 p. — (Hànqīng táng cóngshū, 25). — Ориг.: 《冲击与回应：从历史文献看近代中国》文字作者 (美)费正清(John King Fairbank), 邓嗣禹著 ; 陈少卿译 鄧嗣禹, 陳少卿。北京:民主与建设出版社有限责任公司, 2019. (汗青堂丛书, 25). — ISBN 9787513922470.
- Japanese Studies of Modern China. A bibliographical guide to historical and social-science research on the 19th and 20th centuries ... Published for the Harvard-Yenching Institute / John King Fairbank ; Masataka Banno ; Sumiko Yamamoto. — Cambridge, MA : Harvard University Press, 1955. — xviii, 331 p. — (Harvard-Yenching Institute studies; 26).
- A history of East Asian civilization / by John K. Fairbank, Edwin O. Reischauer and Albert M. Craig. — Boston : Houghton Mifflin, 1960—1964. — Vol. 1, East Asia: The great tradition. — Vol. 2, East Asia: The modern transformation.
  - East Asia: tradition and transformation / by John K. Fairbank, Edwin O. Reischauer and Albert M. Craig. — Boston : Houghton Mifflin, 1973. — xxv, 969 p.
- Ch'ing administration : three studies / by John K. Fairbank and Ssü-Yu Têng. — Cambridge : Mass. : Harvard University Press, 1960. — X, 218 p. — (Harvard-Yenching institute studies. XIX).
- Japanese studies of modern China since 1953 : a bibliographical guide to historical and social science research on the nineteenth and twentieth centuries : supplementary volume for 1953—1969 / by Noriko Kamachi, John K. Fairbank, Chuzo Ichiko. — Cambridge, MA : Harvard University Press, 1975. — XXXIII, 603 p. — (Harvard East Asian monographs, 60). — ISBN 0674472500.
- The Cambridge History of China / general editors Denis Twitchett and John K. Fairbank. — Cambridge; New York : Cambridge University Press, 1978—2019. — V. 10—11 edited by John F. Fairbank and Kwang-Ching Liu; v. 13 edited by John K. Fairbank and Albert Feuerwerker; v. 14—15 edited by Roderick MacFarquhar and John K. Fairbank.
Bastid Marianne. Comptes rendus [he Cambridge History of China, vol. 10 : Late Ch’ing, 1800—1911, Part I by John K. Fairbank] :  [фр.] // Revue Historique. — 1979. — Vol. 262, no. 1 (531). — P. 194—196. — JSTOR 40953320.
Dikötter F. [Reviewed Work: The Cambridge History of China. Vol. 15: The People's Republic, Part 2: Revolutions within the Chinese Revolution, 1966-1982 by Roderick MacFarquhar, John K. Fairbank] // Bulletin of the School of Oriental and African Studies, University of London. — 1992. — Vol. 55, no. 3. — P. 625. — JSTOR 620280.
Esherick J. W. [Reviewed Work: The Cambridge History of China, Volume 13: Republican China, 1912—1949, Part 2 by John K. Fairbank, Albert Feuerwerker] // Journal of the American Oriental Society. — 1988. — Vol. 108, no. 2. — P. 344—346. — JSTOR 603690.
Gordon L. H. D. [Reviewed Work: The Cambridge History of China. Volume 10: Late Ch'ing, 1800—1911, Part I by Denis Twitchett, John K. Fairban] // Journal of Asian History. — 1980. — Vol. 14, no. 1. — P. 86—87. — JSTOR 41930365.
Grieder J. B. [Reviewed Work: The Cambridge History of China. Vol. 12 by John K. Fairbank] // The American Historical Review. — 1984. — Vol. 89, no. 4. — P. 1133—1134. — JSTOR 1866529.
Metzger T. A. [Reviewed Work: The Cambridge History of China. Vol. 10 by John K. Fairbank] // Pacific Affairs. — 1980. — Vol. 53, no. 1. — P. 124—127. — JSTOR 2756967.
Perdue Peter C. Revolution in Republican China // The Journal of Interdisciplinary History. — 1988. — Vol. 19, no. 2. — P. 285—291. — JSTOR 204668.
Rawlinson J. L. [Reviewed Work: The Cambridge History of China. Vol. 10 by John K. Fairbank] // The American Historical Review. — 1979. — Vol. 84, no. 4. — P. 1123—1124. — JSTOR 1904756.
Rodzinski W. [Reviewed Work: The Cambridge History of China. Vol. 14. The People’s Republic. Part 1: The Emergence of Revolutionary China 1949—1965 by Roderick MacFarquhar, John K. Fairbank] // Journal of the Royal Asiatic Society of Great Britain and Ireland[англ.]. — 1989. — No. 1. — P. 197—201.
Schiffrin H. Z. [Reviewed Work: The Cambridge History of China. Volume 13: Republican China 1912—1949, Part 2 by John K. Fairbank, Albert Feuerwerker] // Pacific Affairs. — 1987. — Vol. 60, no. 4. — P. 660—662. — JSTOR 2759195.
Spence J. [Reviewed Work: The Cambridge History of China, Volume 10, «Late Ch’ing, 1800—1911, Part I» by John K. Fairbank] // Harvard Journal of Asiatic Studies. — 1980. — Vol. 40, no. 1. — P. 291—295. — JSTOR 2718928.
Will Pierre-Étienne. Le monde chinoise [The Cambridge History of China, Vol. 10: Late Ch’ing, 1800—1911 by John K. Fairbank] :  [фр.] // Annales. Histoire, Sciences Sociales. — 1979. — Vol. 34, no. 5. — P. 1117—1122. — JSTOR 27580944.
Woodward D. [Reviewed Work: The Cambridge History of China, Volume 14, The People’s Republic, Part I: The Emergence of Revolutionary China 1949—1965. by Roderick MacFarquhar, John K. Fairbank] // The Australian Journal of Chinese Affairs. — 1989. — No. 22. — P. 188—190. — JSTOR 2158857.
Zurndorfer H. T. [Reviewed Work: The Cambridge History of China, Volume 11: Late Ch’ing 1800—1911, Part 2 by John K. Fairbank, Kwang-ching Liu] // T'oung Pao. — 1983. — Vol. 69, no. 4/5. — P. 324—328. — JSTOR 4528302.
- John King Fairbank, Martha Henderson Coolidge & Richard J. Smith. H. B. Morse, Customs Commissioner and Historian of China. — Lexington : University Press of Kentucky, 1995. — xiv, 314 p. — ISBN 978-0-8131-6002-3.
Feuerwerker A. [H. B. Morse: Customs Commissioner and Historian of China. By John King Fairbank, Martha Henderson Coolidge and Richard J. Smith] // The China Quarterly. — 1996. — No. 148. — P. 1380—1382. — doi:10.1017/S0305741000050797.

### Сборники конференций
- Chinese thought and institutions / edited by John K. Fairbank. — Chicago : The University of Chicago Press, 1957. — XIII, 438 p.
- The Chinese World Order : Traditional China's Foreign Relations / edited by John King Fairbank. — Cambridge, Mass. : Harvard University Press, 1968. — x, 416 p. — (Harvard East Asian Series, 32).
- Chinese ways in warfare / ed. by Frank A. Kierman, Jr. and John K. Fairbank ; with contributions by Edward L. Dreyer ... [et al.]. — Cambridge, Mass.; Ann Arbor, Michigan : Harvard University Press; University of Michigan Library, 1974. — xii, 401 p. — (Harvard East Asian studies, 74). — Based largely on essays discussed at a conference sponsored by the American Council of Learned Societies' Committee on Studies of Chinese Civilization and the East Asian Research Center of Harvard University.
- The Missionary Enterprise in China and America / Ed. with Introduction by John King Fairbank. — Cambridge : Harvard University Press, 1974. — 442 p. — (Harvard Studies in American-East Asian Relations. 6). — ISBN 0674333500.
- Christianity in China: Early Protestant Missionary Writings : Published by the Committee on American-East Asian Relations of the Dept. of History in collaboration with the Council on East Asian Studies / Ed. by Suzanne Wilson Barnett John King Fairbank. — Cambridge, Massachusetts : Distributed by the Harvard University Press, 1985. — XI, 237 p. — ISBN 0674128818.
- America's China trade in historical perspective : the Chinese and American performance / edited by Ernest R. May and John K. Fairbank. — Cambridge, Mass : Committee on American-East Asian Relations of the Dept. of History in collaboration with the Council on East Asian Studies, Harvard University : Distributed by Harvard University Press, 1986. — xvii, 388 p. — (Harvard studies in American-East Asian relations, 11). — ISBN 0674030753.

### Издания источников
- The I. G. in Peking : letters of Robert Hart, Chinese Maritime Customs, 1868—1907 / edited by John King Fairbank, Katherine Frost Bruner, Elizabeth MacLeod Matheson ; with an introduction by L. K. Little. — Cambridge, Mass. : Belknap Press of Harvard University Press, 1975. — XXVI, 1625 p.
- Entering China's service : Robert Hart's journals, 1854—1863 / edited and with narratives by Katherine F. Bruner, John K. Fairbank, Richard J. Smith. — Cambridge, Mass. : Council on East Asian Studies, Harvard University : Distributed by the Harvard University Press, 1986. — xiv, 427 p. — (Harvard East Asian monographs, 125). — ISBN 0674257359.
- Robert Hart and China’s Early Modernization: His Journals, 1863—1866 / edited and with narratives by Katherine F. Bruner, John K. Fairbank, Richard J. Smith. — Cambridge, Mass. : Published by the Council on East Asian Studies Distributed by the Harvard University Press, 1991. — xi, 492 p. — ISBN 1684172942.

### Первоисточники
- Cohen P. A. A Path twice traveled : my journey as a historian of China. — Cambridge (Mass.) : The Fairbank Center for Chinese Studies at Harvard University, 2019. — xiii, 303 p. — ISBN 978-0-6742-3729-2.
- Fairbank W. Liang and Lin: partners in exploring China's architectural past / foreword by Jonathan Spence. — Philadelphia : University of Pennsylvania Press, 1994. — xvii, 207 p. — ISBN 978-0-8122-2040-7.
- Fairbank remembered / compiled by Paul A. Cohen and Merle Goldman. — Cambridge, Mass. : John K. Fairbank Center for East Asian Research, Harvard University, 1992. — xiii, 289 p. — ISBN 0-674-29153-0.
- Tā méiyǒu děngdào zhè yītiān: Lín Zhū yǔ Fèi Zhèngpō, Fèi Wèiméi 20 nián shūxìn wǎnglái : [Он не дожил до этого дня: двадцатилетняя переписка Линь Чжу с Вильмой и Холли Фэрбэнк; перевод Чжан Уай] / Zhāng Wúǎi yì. — Běijīng : Zhōngguó qīngnián chūbǎnshè, 2016. — 381 p. — Ориг.: 他没有等到这一天：林诛与费正泊、费慰梅20年书信往来／林诛,（美) 费慰梅著; 张吴矮译。北京：中国青年出版社, 2016。381 页. — ISBN 978-7-5153-4131-6.

### На западных языках
- Cohen P. A. Discovering history in China : American historical writing on the recent Chinese past. — New York : Columbia University Press, 1984. — lxv, 245 p. — ISBN 0-231-05810-1.
- Cohen P. A. John King Fairbank (24 May 1907 — 14 September 1991) // Proceedings of the American Philosophical Society. — 1993. — Vol. 137, no. 2 (июнь). — P. 280—284. — JSTOR 986735.
- Esherick J. Harvard on China: The apologetics of imperialism // Bulletin of Concerned Asian Scholars. — 1972. — Vol. 4, no. 4. — P. 9—16. — ISSN 0007-4810. — doi:10.1080/14672715.1972.10406305.
- Evans P. M. Fairbank: intellect and enterprise in American China scholarship, 1936—1961 : Dissertation… Ph. D.. — Halifax, Nova Scotia : Dalhousie University, 1982. — ix, 437 p. — ISBN 0-315-49834-X.
- Evans P. M. The Long Way Home: John Fairbank and American China Policy 1941—72 // International Journal. — 1982. — Vol. 37, no. 4: Leaders and Leadership 2. — P. 584—605. — JSTOR 40202091.
- Evans P. M. John Fairbank and the American understanding of modern China. — New York : Basil Blackwell[англ.], 1988. — xvi, 366 p. — ISBN 0-631-15853-7.
- Evans P. M., Stevens P. M. The writings and published statements of John K. Fairbank : a chronological bibliography, 1924—1989. — Toronto : Evans, 1989. — 59 p.
- Gordon L. H. D., Chang S. John K. Fairbank and His Critics in the Republic of China // The Journal of Asian Studies. — 1970. — Vol. 30, no. 1 (ноябрь). — P. 137—149. — JSTOR 2942731.
- Iriye Akira. John K. Fairbank and American—East Asian Relations // The Journal of American-East Asian Relations. — 1992. — Vol. 1, no. 1. — P. 1—7. — JSTOR 23613364.
- Jansen M. B. Obituary: John King Fairbank (1907—1991) // The Journal of Asian Studies. — 1992. — Vol. 51, no. 1 (февраль). — P. 237—242. — JSTOR 2058425.
- Lin Xiaoqing Diana. John K. Fairbank's Construction of China, 1930s—1950s: Culture, History, and Imperialism // The Journal of American-East Asian Relations. — 2012. — Vol. 19, no. 3/4. — P. 211—234. — JSTOR 23613136.
- Mosher S. W. China misperceived American illusions and Chinese reality. — New York : Basic Books, 1992. — ix, 260 p. — (A New Republic Book). — ISBN 0-465-01097-0.
- Reins T. Fairbank, John K. 1907—1991. US historian of China // Encyclopedia of historians and historical writing / Edited by Kelly Boyd. — London, Chicago : Fitzroy Dearborn Publishers[англ.], 1999. — P. 375—377. — xlix, 1562 p. — ISBN 1-884964-33-8.

### На русском языке
- Березный Л. А. Апология колониализма (Экспансия капиталистических держав в Китае в интерпретации буржуазных историков) // Историография и источниковедение истории стран Азии : Материалы межвузовской научной конференции 25—27 января 1963 г. / Отв. ред. Г. В. Ефимов. — Л. : Изд. Ленингр. ун-та, 1965. — Вып. 1. — С. 81—97.
- Березный Л. А. Критика методологии американской буржуазной историографии. Китая (проблемы общественного развития в XIX—первой половине XX вв.). — Л. : Изд. Ленинградского ун-та, 1968. — 264 с.
- Березный Л. А. История Китая в трудах профессора Д. К. Фэрбенка: основные концепции // Вестник Санкт-Петербургского университета. Серия 2: История, языкознание, литературоведение. — 1993. — Вып. 3 (16). — С. 24—34. — ISSN 1019-8962.
- Березный Л. А. Фэрбэнк Джон Кинг // Китайская философия: энциклопедический словарь / Гл. ред. М. Л. Титаренко. — М. : Мысль, 1994. — С. 365—366. — 573 с. — ISBN 5-244-00757-2.
- Из редакционной почты: Д. Фэйрбэнк (Кэмбридж, США). Предисловие к реферату книги Л. А. Березного «Критика методологии американской буржуазной историографии Китая». Л. А. Березный (Ленинград). По поводу «Предисловия» Д. Фэйрбэнка // Народы Азии и Африки. История, экономика, культура. — 1971. — № 1. — С. 246—254.
- Клименко О. О. Отражение политики США по отношению к Китаю на страницах американской прессы (1946—1949 гг.) // Труды кафедры истории Нового и новейшего времени Санкт-Петербургского университета. — 2010. — № 5. — С. 103—117.
- Смирнова Н. В. Исследования Л. А. Березного по американской историографии проблем новой истории Китая // Учёные записки Петрозаводского государственного университета. — 2018. — № 2 (171). — С. 101—106. — doi:10.15393/uchz.art.2018.95.

### На китайском языке
- Chén Yǔ. Fèi Zhèngqīng zhōngguó yánjiū de wénhuà shìjiǎo // Fújiàn shīfàn dàxué xuébào (zhéxué shèhuì kēxué bǎn). — 1999. — № 4. — P. 126—130. — Ориг.: 陈宇《费正清中国研究的文化视角》福建师范大学学报 (哲学社会科学版)。1999 年第 4 期。页 126—130.
- Xú Guóqí. Lüèlùn Fèi Zhèngqīng // Měiguó yánjiū. — 1994. — № 2. — Ориг.: 徐国琦《略论费正清》美国研究。1994年。第2期.